# Helmut Schmidt

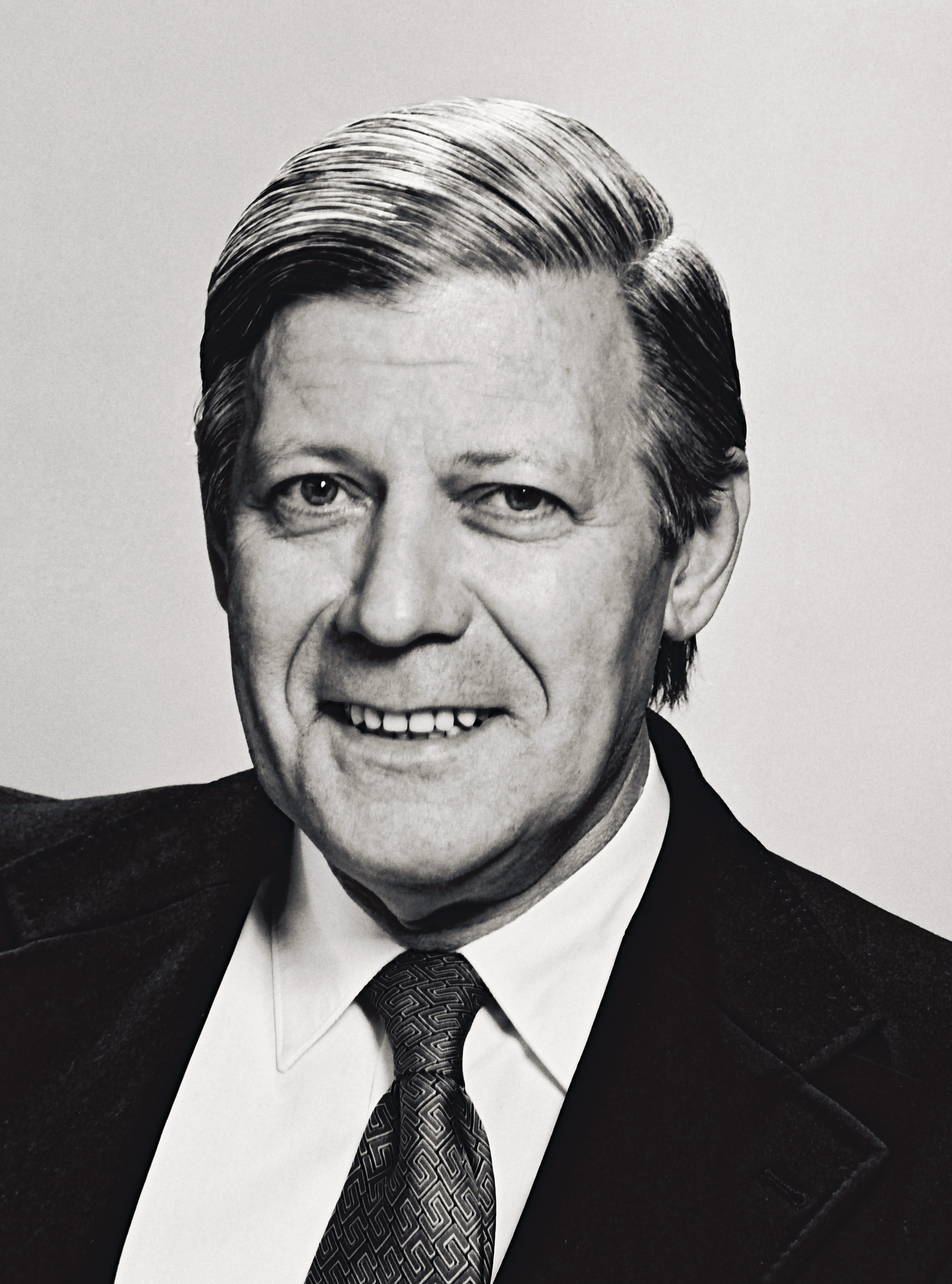
Helmut Schmidt (1977)

Helmut Heinrich Waldemar Schmidt (* 23. Dezember 1918 in Hamburg; † 10. November 2015 ebenda) war ein deutscher Politiker der SPD. Von 1974 bis 1982 war er als Regierungschef einer sozialliberalen Koalition nach dem Rücktritt Willy Brandts der fünfte Bundeskanzler der Bundesrepublik Deutschland, bis seine Kanzlerschaft Ende 1982 durch ein konstruktives Misstrauensvotum endete.
Von 1953 bis 1962 war Schmidt erstmalig Mitglied des Deutschen Bundestages, wobei er von 1958 bis 1961 zugleich Mitglied des Europäischen Parlaments war. In seiner Funktion als Senator der Polizeibehörde in Hamburg ab 1961 wurde er während der Sturmflut 1962 als Krisenmanager weit über Hamburg hinaus bekannt und geschätzt. Von 1965 bis 1987 gehörte Schmidt erneut dem Deutschen Bundestag an, wobei er von 1967 bis 1969 Vorsitzender der SPD-Bundestagsfraktion, von 1969 bis 1972 Bundesminister der Verteidigung und von 1972 bis 1974 Bundesminister der Finanzen war.
Nach seiner Kanzlerschaft genoss Schmidt als Elder statesman parteiübergreifend Popularität und hohes Ansehen. Außerdem verfasste er zahlreiche Bücher und war von 1983 bis zu seinem Tod Mitherausgeber der Wochenzeitung Die Zeit und bis 1990 Geschäftsführer des Zeitverlag.

## Leben

### Herkunft und Schule
Helmut Schmidts biologische Großeltern väterlicherseits waren der jüdische Bankier Ludwig Gumpel und Friederike Wenzel, die eine flüchtige Affäre hatten. Nach seiner Geburt wurde Helmuts Vater Gustav Ludwig (1888–1981) von dem Ehepaar Schmidt adoptiert und seine Herkunft wurde geheim gehalten. Gustav Ludwig Schmidt wurde Lehrer und heiratete die Lehrerin Ludovica Schmidt, geb. Koch (1890–1968). Helmut Schmidt wurde dann 1918 im Hamburger Stadtteil Barmbek als der ältere von zwei Söhnen des Ehepaars geboren. Die Familie wohnte ab 1931 in der Schellingstraße 9 in Hamburg. Helmut Schmidt besuchte zunächst die Grundschule Wallstraße und anschließend bis zum Abitur 1937 die reformpädagogische Lichtwarkschule (heute Heinrich-Hertz-Schule), wo er auch seine spätere Ehefrau Loki kennenlernte. Eine seiner Lehrerinnen war Erna Stahl.

### Ausbildung und Wehrdienst
Als 17-jähriger Schüler wurde Schmidt 1936 wegen zu „flotter Sprüche“ aus der Marine-Hitlerjugend ausgeschlossen, in die er zwei Jahre zuvor mit seinem Schülerruderverein eingegliedert worden war. Nach dem Abitur meldete sich Schmidt wie die Mehrzahl der Abiturienten freiwillig zum Wehrdienst, um danach ohne Unterbrechung studieren zu können, und leistete zunächst einen sechsmonatigen Arbeitsdienst in Hamburg-Reitbrook. Am 4. November 1937 wurde er zum Wehrdienst bei der Flakartillerie in Bremen-Vegesack eingezogen. In dieser Zeit hatte er eine freundschaftliche Beziehung zu Tim und Cato Bontjes van Beek und deren Familie. Ab 1939 war er als Feldwebel der Reserve zur Luftverteidigung Bremens eingesetzt. Im Jahr 1941 wurde er als Leutnant der Reserve in das Oberkommando der Luftwaffe nach Berlin versetzt. Von August bis Ende 1941 diente Schmidt als Offizier in einer leichten Flakabteilung der 1. Panzer-Division an der Ostfront. Er war unter anderem zur Leningrader Blockade kommandiert worden und erhielt in dieser Zeit das Eiserne Kreuz zweiter Klasse. 2024 berichtete Giovanni di Lorenzo, Schmidts späterer Mitarbeiter bei der Zeit, Schmidt habe ihm am Lebensende anvertraut, in Russland getötet zu haben, „und die Toten waren nicht nur Soldaten, sondern auch Zivilisten“.
Von 1942 bis 1944 war Schmidt Referent für Ausbildungsvorschriften der leichten Flakartillerie im Reichsluftfahrtministerium in Berlin und in Bernau bei Berlin. Als solcher wurde Oberleutnant Schmidt als Zuschauer zu den Schauprozessen des Volksgerichtshofs gegen die Beteiligten am Attentat vom 20. Juli 1944 abkommandiert. Angewidert vom Verhalten des Vorsitzenden Richters Roland Freisler ließ sich Schmidt von seinem vorgesetzten General danach von weiterer Zuhörerschaft entbinden. Ab Dezember 1944 war er als Batteriechef an der Westfront zunächst nach Belgien versetzt. Anfang 1945 äußerte er sich während einer Übung auf dem Flak-Schießplatz Rerik an der Ostsee kritisch über Reichsmarschall Hermann Göring und das NS-Regime. Dafür wollte ihn ein NS-Führungsoffizier vor ein Kriegsgericht stellen. Zwei vorgesetzte Generäle verhinderten dies jedoch, indem sie Schmidt durch ständige Versetzungen dem Zugriff der Justiz entzogen. Im April 1945 geriet Schmidt in Soltau in der Lüneburger Heide in britische Kriegsgefangenschaft. Im Kriegsgefangenenlager Zedelgem (Lager 2226) nahm ihm der Vortrag von Hans Bohnenkamp mit dem Titel Verführtes Volk im Juni 1945 die letzten „Illusionen“ über den Nationalsozialismus. Am 31. August 1945 wurde er aus der Gefangenschaft entlassen.
Schmidt sagte später, er habe in der NS-Zeit eine „innere Gegnerschaft“ zum Nationalsozialismus vertreten. Ein Vorgesetzter beurteilte ihn am 1. Februar 1942 anders: „Steht auf dem Boden der nat. soz. Weltanschauung und versteht es, dieses Gedankengut weiterzugeben.“ Auch in anderen Beurteilungen wurde ihm eine „einwandfreie nationalsozialistische Haltung“ (10. September 1943) bzw. „Nationalsozialistische Haltung tadelfrei“ (18. September 1944) bescheinigt. In der Gesprächssendung Menschen bei Maischberger (28./29. April 2015) sagte Schmidt dazu, es sei üblich gewesen, dass Kommandeure ohne Rücksicht auf die tatsächliche Gesinnung des Soldaten Gefälligkeitszeugnisse ausstellten. Ernst genommen habe diese weder der Beurteiler noch der Beurteilte.
Nach Gründung der Bundeswehr wurde Schmidt im März 1958 zum Hauptmann der Reserve befördert. Im Oktober/November 1958 nahm er an einer Wehrübung in der damaligen Iserbrook-Kaserne in Hamburg-Iserbrook teil; noch während der Übung wurde er mit der Begründung, er sei ein Militarist, aus dem Vorstand der SPD-Bundestagsfraktion abgewählt.

### Studium und Beruf
Vor dem Krieg hatte Schmidt ursprünglich Architektur und Städtebau studieren wollen. Noch in der Kriegsgefangenschaft entwarf er ein „Zwei-Zimmer-Kleinstadthäuschen“ und zeichnete es „säuberlich ins Reine“. Nach der Entlassung entschied er sich jedoch aus finanziellen und zeitlichen Gründen für ein möglichst schnell zu absolvierendes „Brotstudium“ und studierte ab dem Wintersemester 1945 an der Universität Hamburg Volkswirtschaftslehre sowie Staatswissenschaft. Er beendete sein Studium 1949 als Diplom-Volkswirt mit einer Diplomarbeit über den Vergleich der Währungsreformen in Japan und Deutschland. Im Anschluss war er als Referent und später Abteilungsleiter bei der von Karl Schiller geleiteten Behörde für Wirtschaft und Verkehr der Freien und Hansestadt Hamburg tätig. Hier leitete er von 1952 bis 1953 das Amt für Verkehr.

### Politische Karriere

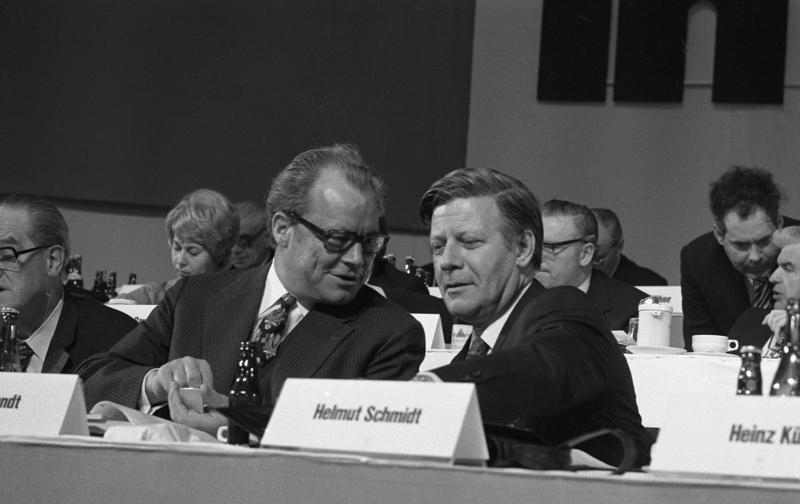
Brandt und Schmidt auf dem SPD-Parteitag 1973

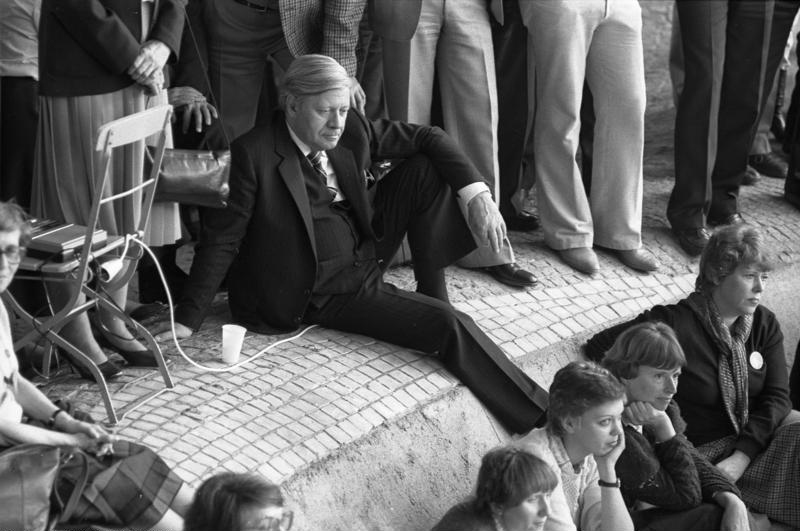
Der Bundeskanzler und stellvertretende Parteivorsitzende Schmidt beim SPD-Parteitag im April 1982 in München

Nach seiner Entlassung aus der Kriegsgefangenschaft schloss sich Schmidt im März 1946, nach eigenen Angaben beeinflusst durch den Mitgefangenen Hans Bohnenkamp, der SPD an. Hier engagierte er sich zunächst im Sozialistischen Deutschen Studentenbund (SDS). 1947/1948 war er dessen Vorsitzender in der Britischen Besatzungszone. Von 1968 bis 1984 war er stellvertretender Bundesvorsitzender der SPD. Anders als alle Bundeskanzler vor ihm war Schmidt nie Bundesvorsitzender seiner Partei.
Als Vorbilder in seiner eigenen Partei bezeichnete Schmidt unter anderem Max Brauer, Fritz Erler, Wilhelm Hoegner, Wilhelm Kaisen, Waldemar von Knoeringen, Heinz Kühn und Ernst Reuter. Zu seiner Motivation, sich politisch zu engagieren, äußerte er sich 2008:

„Ehrgeiz ist ein Begriff, den ich auf mich nicht anwenden würde; natürlich lag mir an öffentlicher Anerkennung, aber die Antriebskraft lag woanders. Die Antriebskraft war typisch für die Generation, der ich angehört habe: Wir kamen aus dem Kriege, wir haben viel Elend und Scheiße erlebt im Kriege, und wir waren alle entschlossen, einen Beitrag dazu zu leisten, dass all diese grauenhaften Dinge sich niemals wiederholen sollten in Deutschland. Das war die eigentliche Antriebskraft.“

#### Abgeordnetentätigkeit
Von 1953 bis zum 19. Januar 1962 und von 1965 bis 1987 war Schmidt Mitglied des Deutschen Bundestages. Nach seinem Wiedereinzug 1965 wurde er sofort stellvertretender Vorsitzender der SPD-Bundestagsfraktion. Von 1967 bis 1969, während der ersten Großen Koalition der Bundesrepublik, hatte er schließlich den Vorsitz der Fraktion inne. Schmidt bekannte später, dass ihm dieses Amt während seiner politischen Laufbahn am meisten Spaß gemacht habe. Vom 27. April 1967 bis 1969 leitete er den Fraktionsarbeitskreis Außenpolitik und gesamtdeutsche Fragen.
Vom 27. Februar 1958 bis zum 29. November 1961 war er außerdem Mitglied des Europäischen Parlaments.
Schmidt zog 1953 und 1965 über die Landesliste Hamburg, 1957 und 1961 als direkt gewählter Abgeordneter des Wahlkreises Hamburg VIII und danach stets als direkt gewählter Abgeordneter des Wahlkreises Hamburg-Bergedorf in den Bundestag ein.

#### Ämter und politische Funktionen

##### Senator in Hamburg (1961–1965)
Vom 13. Dezember 1961 bis zum 14. Dezember 1965 amtierte Schmidt unter den Ersten Bürgermeistern Paul Nevermann und Herbert Weichmann als Senator der Polizeibehörde (ab Juni 1962: Innensenator) der Freien und Hansestadt Hamburg. In diesem Amt erlangte er vor allem als Krisenmanager bei der Sturmflut 1962 an der deutschen Nordseeküste in der Nacht vom 16. auf den 17. Februar 1962 Popularität und sehr hohes Ansehen. Er koordinierte den Großeinsatz von Polizei, Rettungsdiensten, Katastrophenschutz und THW. Ohne dazu durch das Grundgesetz explizit legitimiert zu sein, nutzte Schmidt bestehende Kontakte zur Bundeswehr, um dafür zu sorgen, dass die bereits angelaufene Unterstützung von Bundeswehr und Alliierten mit Hubschraubern, Pioniergerät und Versorgungsgütern für Hamburg verstärkt wurde. Er wird hierzu mit den Worten zitiert: „Ich habe das Grundgesetz nicht angeguckt in jenen Tagen.“ Tatsächlich war die Bundeswehr bereits vor 1962 mehrfach bei Katastrophen im Inland eingesetzt worden und es gab eine interne Dienstvorschrift zur Hilfestellung bei Katastrophen.
Im Januar 1963 ermittelte die Bundesanwaltschaft im Zuge der Spiegel-Affäre gegen Schmidt als Innensenator wegen Beihilfe zum Landesverrat. Hintergrund war, dass er auf Bitte seines Studienfreunds Conrad Ahlers Auszüge des Artikels „Bedingt abwehrbereit“ vor der Drucklegung dahingehend hatte überprüfen lassen, ob es strafrechtliche Veröffentlichungshindernisse gäbe.
Das Verfahren wurde Anfang 1965 eingestellt.

##### SPD-Fraktionsvorsitzender im Bundestag (1966/1967–1969)

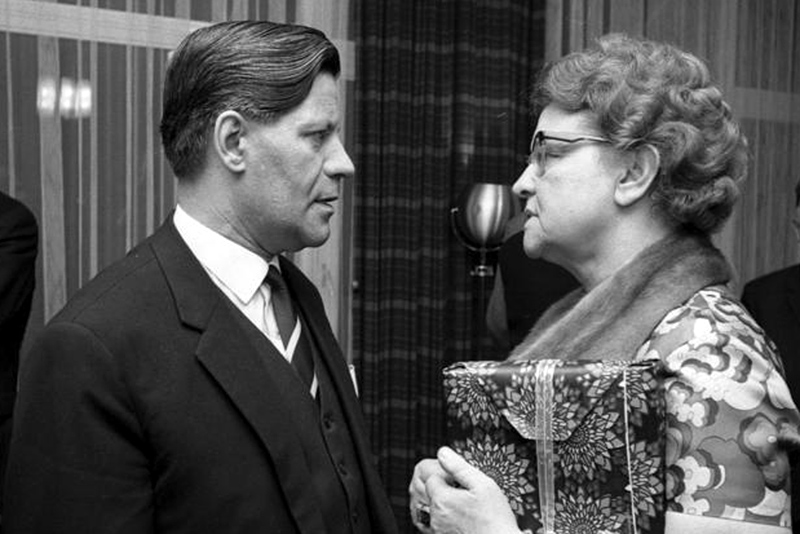
Schmidt mit Maria Meyer-Sevenich, Ministerin für Bundesangelegenheiten, Vertriebene und Flüchtlinge in Niedersachsen (April 1967)

Bei den Wahlen 1965 errang Schmidt erneut ein Bundestagsmandat. Als ein Jahr später die unionsgeführte Regierung Ludwig Erhard stürzte, bildete die SPD zusammen mit den Unionsparteien CDU/CSU die erste Große Koalition mit Kurt Georg Kiesinger (CDU) als Bundeskanzler und Willy Brandt (SPD) als Vizekanzler und Außenminister. Schmidt, der aufgrund der Erkrankung Fritz Erlers bereits seit Herbst 1966 kommissarisch den Vorsitz der SPD-Bundestagsfraktion führte und ihn nach Erlers Tod im Februar 1967 auch offiziell übernahm, und Rainer Barzel fielen dabei als Fraktionsvorsitzenden der beiden Haupt-Koalitionspartner Schlüsselrollen bei der Abstimmung der parteiinternen Arbeit zu. Auf dieser Basis entstand ein persönliches Freundschaftsverhältnis mit dem politischen Gegner Barzel, das bis zu dessen Tod im Jahre 2006 anhielt. Schmidt hielt im Bundestag beim Staatsakt für Rainer Barzel die Trauerrede. Schmidts erfolgreiche Tätigkeit als Hamburger Innensenator und Fraktionsvorsitzender machten ihn zu einem der ersten Anwärter seiner Partei auf höhere Regierungsaufgaben in der Bundespolitik.

##### Bundesminister (1969–1974)

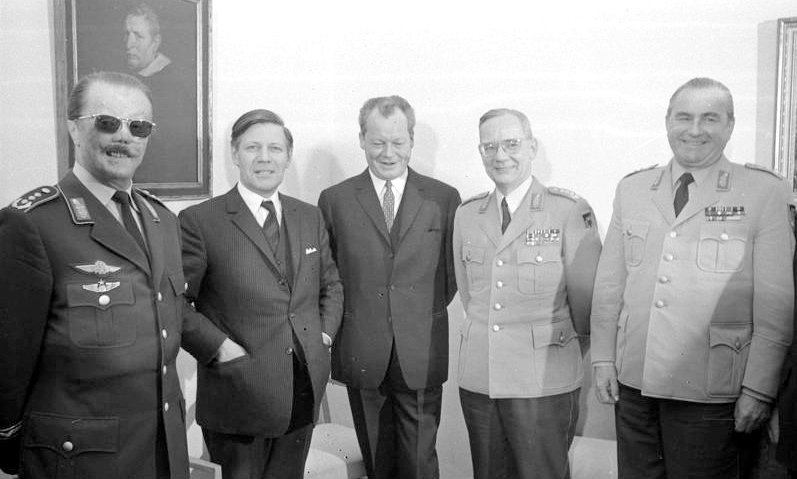
Verteidigungsminister Schmidt (zweiter von links) auf einer Begegnung von Brandt mit der Bundeswehrführung, 1969 (links: Johannes Steinhoff, rechts neben Brandt: Ulrich de Maizière und Albert Schnez)

Nach dem Wahlsieg der SPD in der Bundestagswahl 1969 und der Vereinbarung der Sozialliberalen Koalition mit der FDP berief Bundeskanzler Willy Brandt Schmidt am 22. Oktober 1969 als Bundesminister der Verteidigung in die neue Bundesregierung. In seiner Amtszeit wurde der Grundwehrdienst von 18 auf 15 Monate verkürzt und die Gründung der Bundeswehruniversitäten in Hamburg und München beschlossen.
Am 7. Juli 1972 übernahm er nach dem Rücktritt von Karl Schiller das Amt des Finanz- und Wirtschaftsministers. Nach der Bundestagswahl 1972 wurde dieses „Superministerium“ wieder geteilt. Die FDP stellte ab dem 15. Dezember 1972 den Bundeswirtschaftsminister; Schmidt führte weiterhin das Bundesministerium der Finanzen. In dieser Position räumte er der Sicherung der Vollbeschäftigung Priorität ein gegenüber der Währungsstabilität. Ihm wird der Satz zugeschrieben: „lieber 5 Prozent Inflation als 5 Prozent Arbeitslosigkeit“.

##### Bundeskanzler (1974–1982)

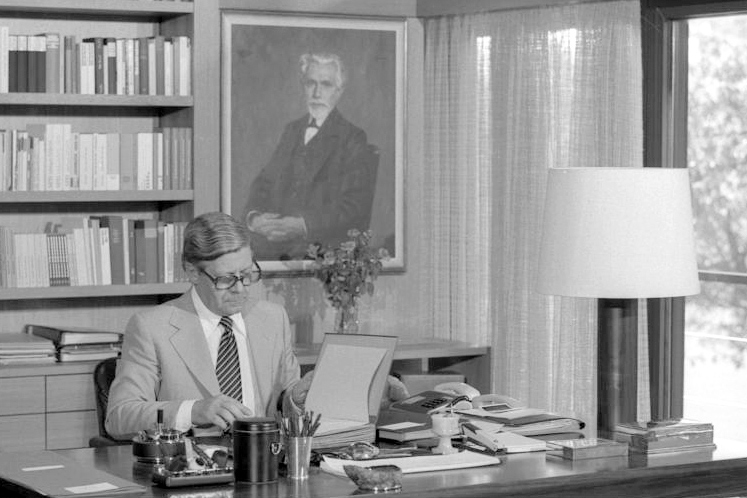
Schmidt an seinem Arbeitsplatz im damals neuen Kanzleramt in Bonn, 1976. Auf seine Initiative hin wurde das hinter ihm erkennbare Porträt August Bebels dem Kanzleramt zur Verfügung gestellt.

Nach dem Rücktritt Willy Brandts als Regierungschef wählte der Bundestag Schmidt am 16. Mai 1974 mit 267 Ja-Stimmen zum fünften Kanzler der Bundesrepublik. Die größten Herausforderungen während seiner Amtszeit waren die weltweite Wirtschaftsrezession (Stagflation) und die Ölkrisen der 1970er Jahre, die die Bundesrepublik unter seiner Führung besser überstand als die meisten anderen Industriestaaten, sowie die Rentenfinanzierung 1976/1977 und der Terrorismus der Rote Armee Fraktion (RAF) im sogenannten „Deutschen Herbst“. Seine frühere Verhandlungsbereitschaft mit den Terroristen, speziell bei der Entführung von Peter Lorenz 1975, sah er später als Fehler an. Er verfolgte von da an eine unnachgiebige harte Linie, die ihm mitunter harsche Kritik seitens der Angehörigen von Opfern einbrachte. In einem Interview sagte Schmidt im Jahr 2007, er habe die enorme Verantwortung für das Leben anderer bei Geiselnahmen wie der von Hanns Martin Schleyer als existenziell bedrückend empfunden. Insgesamt gesehen habe die Epoche des linken Terrorismus durch die Medien ein Gewicht bekommen, das ihre tatsächliche Bedeutung für die deutsche Geschichte deutlich übersteige.
Schmidt unterzeichnete 1974 die später für verfassungswidrig erklärte Fristenregelung für Schwangerschaftsabbruch und 1976 das daraufhin beschlossene Indikationenmodell.
Schmidt war entschiedener Befürworter der Stromerzeugung aus Kernkraft. 1977 beabsichtigte seine Regierung die Errichtung einer Anlage zur Wiederaufarbeitung von Kernbrennstoffen in Gorleben.
Gemeinsam mit dem französischen Staatspräsidenten Valéry Giscard d’Estaing verbesserte Schmidt die deutsch-französischen Beziehungen und verwirklichte entscheidende Schritte hin zur weiteren europäischen Integration. So wurde kurz nach Schmidts Amtsübernahme der Europäische Rat etabliert und auch die wirtschaftspolitisch bedeutendste Maßnahme seiner Regierungszeit ergriff er in Zusammenarbeit mit Giscard: die Etablierung des Weltwirtschaftsgipfels im Jahr 1975, der als informelle Zusammenkunft der Staats- und Regierungschefs der bedeutendsten westlichen Demokratien geplant war, die Einführung des Europäischen Währungssystems und der Europäischen Währungseinheit (ECU) zum 1. Januar 1979, aus denen später die Europäische Wirtschafts- und Währungsunion und der Euro hervorgehen sollten. Auf eine Idee Schmidts und Giscards ging auch die Gründung der Gruppe der 7 (G7) zurück.
Im Jahr 1977 wies Schmidt als erster westlicher Staatsmann auf die Gefahren für das Rüstungsgleichgewicht durch die neuen SS-20 Mittelstreckenraketen der Sowjetunion hin: Er befürchtete, die Fähigkeit der Sowjetunion, Westeuropa atomar angreifen zu können, ohne dabei seine Schutzmacht USA in Mitleidenschaft zu ziehen, könnte auf Dauer zu einer Entkoppelung der amerikanischen von den europäischen Sicherheitsinteressen führen. Er drängte daher auf den sogenannten NATO-Doppelbeschluss, der die Aufstellung von Mittelstreckenraketen in Westeuropa vorsah, dies aber mit einem Verhandlungsangebot an die Sowjetunion verband, beiderseits auf diese Waffensysteme zu verzichten. Dieser Beschluss war in der Bevölkerung und vor allem in der eigenen Partei sehr umstritten. Aus der Protestbewegung gegen den NATO-Doppelbeschluss, die sich mit der wachsenden Zahl von Umweltschützern verband, ging am Ende von Schmidts Regierungszeit (1980) die neue Partei der Grünen hervor.

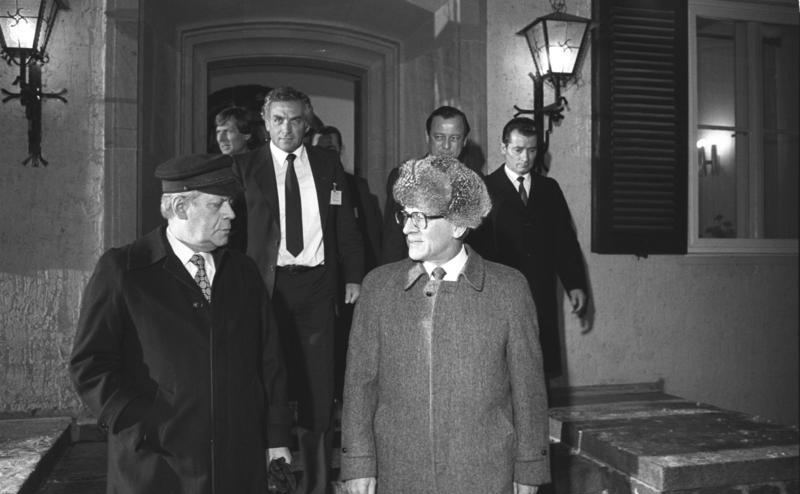
Schmidt 1981 während eines Besuchs in der DDR mit Erich Honecker

Sein besonderes Engagement Anfang der 1980er Jahre galt auch der Verbesserung der Beziehungen zwischen beiden deutschen Staaten. Die Entwicklungen des Kalten Krieges, Entscheidungen im Bereich der militärischen Konfrontation beider Systeme trugen immer mehr die Gefahr in sich, gegen die friedliebenden Interessen der Bevölkerung der BRD und der DDR gerichtet zu sein. Als Verfechter deutlicher und ernsthafterer Entspannungsbemühungen fuhr er auf Einladung Erich Honeckers im Dezember 1981 zum dritten Innerdeutschen Treffen; die Begegnungen und Gespräche fanden am Werbellinsee und in Güstrow statt. Schmidts positive Reaktion auf das zeitgleich in Polen ausgerufene Kriegsrecht gegen die Solidarność brachte ihm allerdings auch Kritik ein und stand im Kontrast zu den Reaktionen anderer Vertreter des Westens.
Im Spätsommer 1982 zerbrach die von Schmidt geführte sozialliberale Koalition an Differenzen in der Wirtschafts- und Sozialpolitik (Bundeshaushalt, öffentliche Verschuldung, Beschäftigungsprogramme). Am 17. September 1982 traten sämtliche FDP-Bundesminister (Hans-Dietrich Genscher, Gerhart Baum, Otto Graf Lambsdorff und Josef Ertl) zurück. Schmidt übernahm daher zusätzlich zum Amt des Bundeskanzlers für kurze Zeit das Amt des Bundesministers des Auswärtigen und führte die Regierungsgeschäfte ohne Mehrheit im Bundestag weiter.

##### Misstrauensvotum
Am 1. Oktober 1982 endete die Kanzlerschaft durch ein konstruktives Misstrauensvotum gegen Helmut Schmidt. Mit den Stimmen von CDU, CSU und der Mehrheit der FDP-Fraktion wurde Helmut Kohl zu seinem Nachfolger im Amt des Bundeskanzlers gewählt.
Schmidt verlor danach in der SPD fast jede Unterstützung für seine Sicherheitspolitik: Auf dem Kölner Parteitag der SPD vom 18. und 19. November 1983 stimmten von rund 400 Delegierten neben Schmidt nur 14 dem Seeheimer Kreis zugehörige Delegierte für den NATO-Doppelbeschluss. Am 10. September 1986 hielt Helmut Schmidt seine Abschiedsrede im Bundestag, mit Ablauf der 10. Wahlperiode schied er 1987 aus dem Parlament aus.
Die Sicherheitspolitik Schmidts wurde derweil von der christlich-liberalen Koalition fortgeführt. Sie mündete in den Abschluss der INF-Verträge am 8. Dezember 1987. Mit dem Zustandekommen dieses Abkommens wurde das bereits 1977 von Schmidt formulierte Fernziel des NATO-Doppelbeschlusses von 1979 – die beidseitige Vernichtung sowjetischer und US-amerikanischer atomarer Mittelstreckenraketen – erreicht.

### Aktivitäten nach dem Ende der aktiven politischen Laufbahn

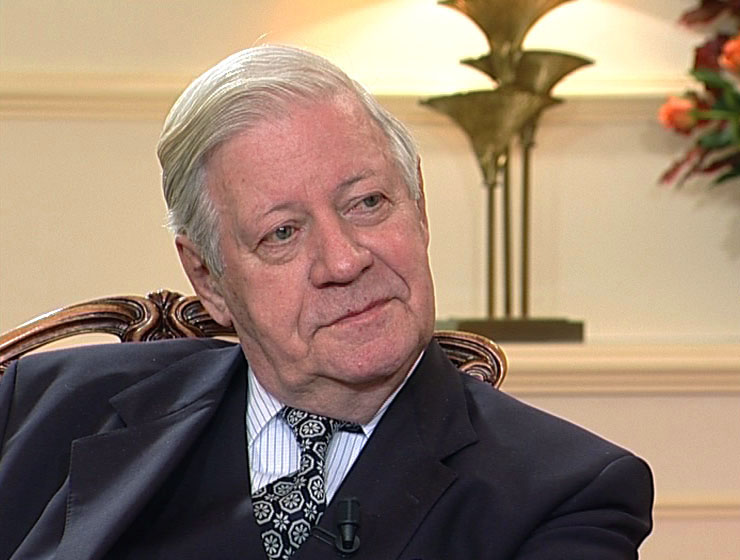
Schmidt (2001)

Seit 1983 war Schmidt Mitherausgeber der Hamburger Wochenzeitung Die Zeit, bis 1990 auch mit Hilde von Lang Geschäftsführer des Zeitverlags. Nach seiner Abwahl als Bundeskanzler übernahm er kein politisches Amt mehr, entfaltete aber eine rege publizistische Tätigkeit als Buchautor, Vortragsredner und gefragter Elder Statesman.
Schmidt war Mitglied des Vereins Atlantik-Brücke und Ehrenpräsident der Deutsch-Britischen Gesellschaft. 1993 gründete er die Deutsche Nationalstiftung, deren Ehrenvorsitzender er war. Gleichfalls hatte er den Ehrenvorsitz des ebenfalls von ihm selbst mitbegründeten InterAction Council inne, eines Rates ehemaliger Staatsmänner und -frauen, den er mit Freunden initiierte und dessen Vorsitzender er von 1985 bis 1995 war. 1992 wurde die Helmut und Loki Schmidt-Stiftung (Hamburg) gegründet. Von 1995 bis 1999 war er Präsident des Deutschen Polen-Instituts (Darmstadt). Schmidt gehörte 1997 zu den Erstunterzeichnern der Allgemeinen Erklärung der Menschenpflichten.

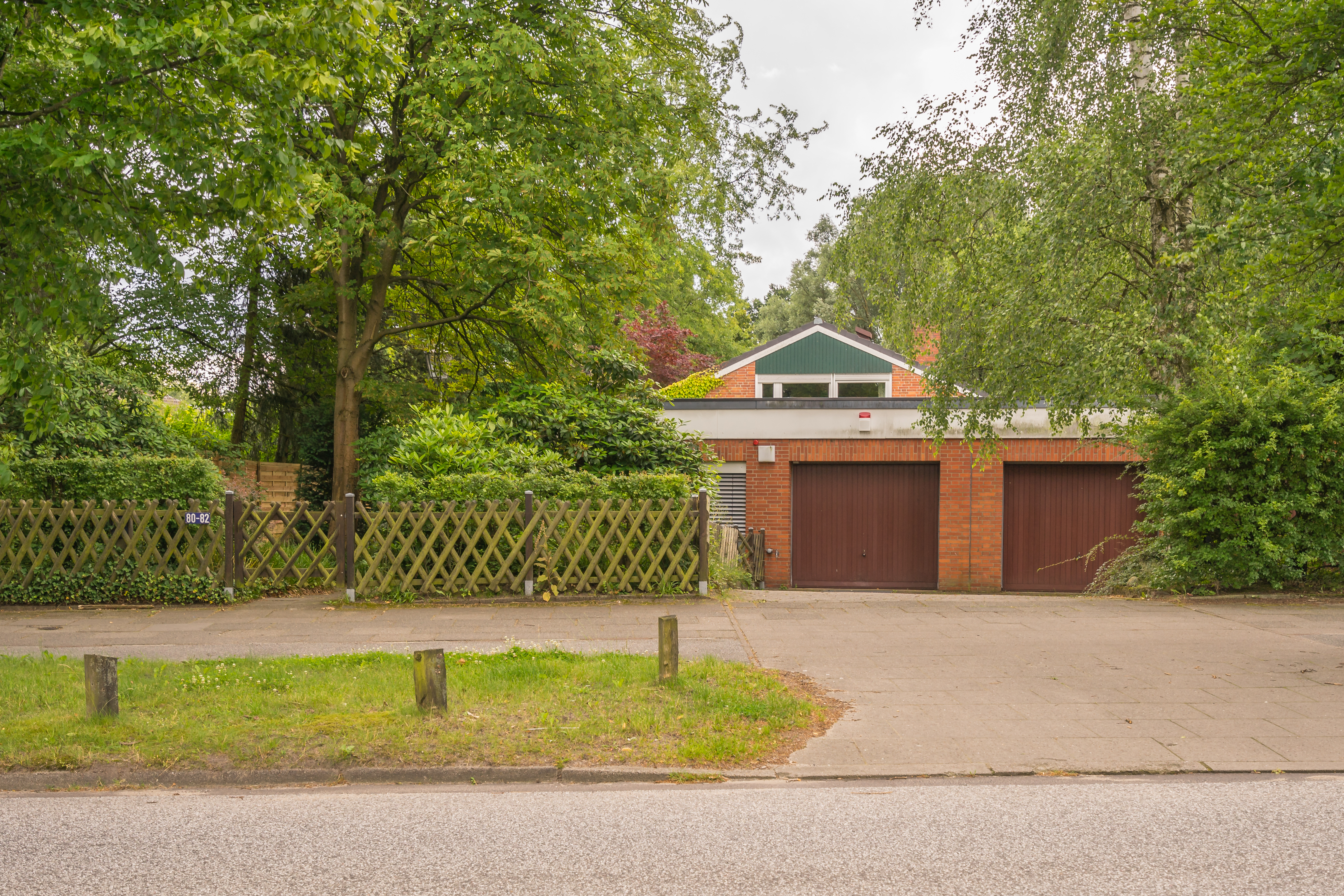
Wohnhaus Schmidt in Langenhorn, Ansicht von der Straße

Schmidt gründete 1985 nach dem Vorbild der Mittwochsgesellschaft die Freitagsgesellschaft, die sich bis zu ihrer Auflösung 30 Jahre lang jeden 2. Freitag im Monat auf Einladung der Schmidts in seinem Wohnhaus traf mit dem Zweck, im Rahmen von Vortragsabenden und anschließender Diskussion den Austausch ihrer Mitglieder über ihr eigenes berufliches Gebiet hinaus zu fördern (seit deren Gründung 1996 war Schmidt parallel auch Mitglied der neuen Mittwochsgesellschaft).

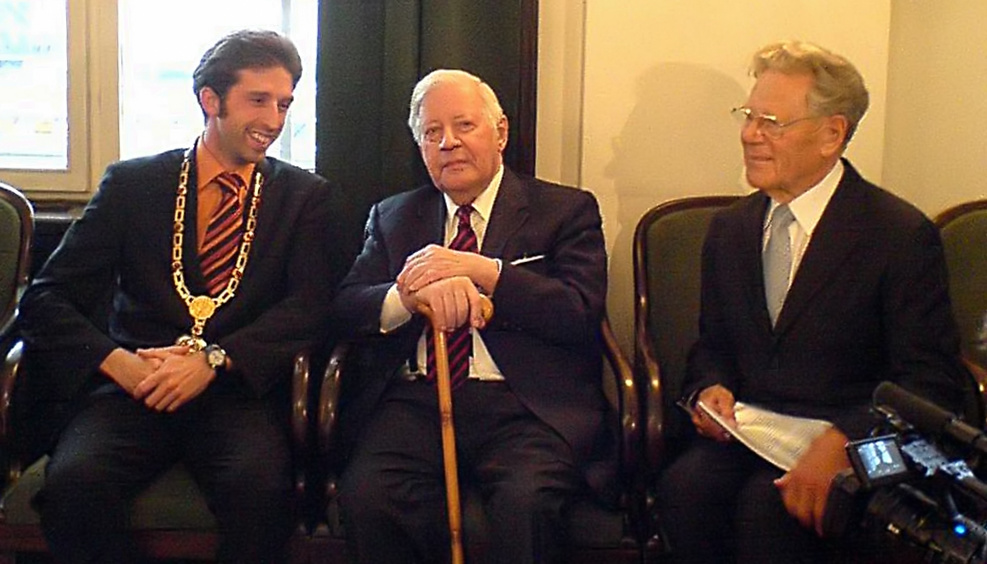
Helmut Schmidt 2007 vor seiner Weltethos-Rede in Tübingen, rechts Hans Küng, links Boris Palmer

An der Eberhard-Karls-Universität Tübingen, wo er auf Einladung des Präsidenten der Stiftung Weltethos Hans Küng die 7. Weltethosrede hielt, führte Schmidt im Mai 2007 aus, in der rechtsstaatlich-demokratischen Ordnung komme der Vernunft der Politiker, nicht aber deren spezifischem religiösem Bekenntnis, eine verfassungspolitisch entscheidende Rolle zu. Vom Wirken der Kirchen sei er moralisch, politisch und ökonomisch enttäuscht und nichts sei für ihn unwichtiger als die Theologie. Nach dem Zweiten Weltkrieg hätten die Kirchen weder eine Neubegründung der Moral noch der Demokratie und des Rechtsstaates geleistet. Trotz seiner gewachsenen Distanz bekenne er sich zum Verbleib in der Kirche (als Kirchenmitglied), denn sie setze Gegengewichte gegen den moralischen Verfall.

### Privates

#### Familie

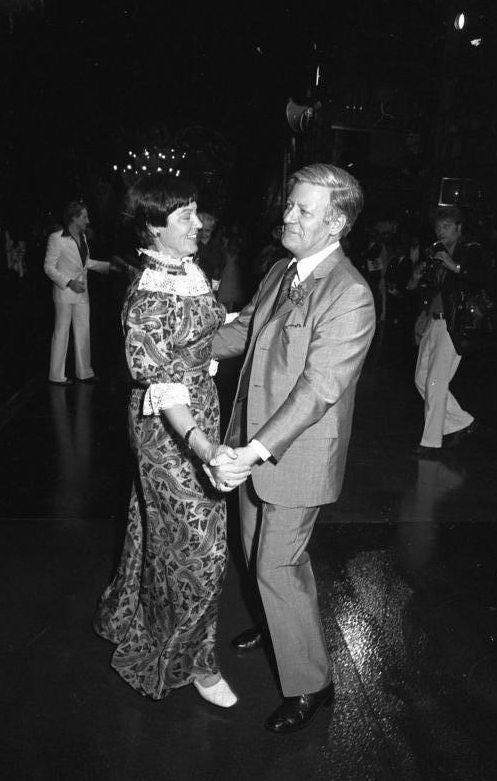
Helmut Schmidt mit Ehefrau Loki beim Bundeskanzlerfest 1977

Schmidts Vater Gustav (1888–1981), unehelicher Sohn des aus Bernburg stammenden jüdischen Privatbankiers Ludwig Gumpel (1860–1935) und der Kellnerin Friederike Wenzel (1867–1949), wurde von dem zu dieser Zeit noch kinderlosen Ehepaar Johann Gustav und Katharina Schmidt adoptiert. Mit finanzieller Unterstützung aus Bernburg im Haus eines Hafenarbeiters aufgewachsen, hatte sich Gustav Schmidt nach einer Lehre in einer Anwaltskanzlei mit dem Berufsziel Bürovorsteher zum Volksschullehrer fortgebildet. Später machte er das Handelslehrerdiplom und war zuletzt Studienrat. Die beiden Söhne von Gustav und Ludovica Schmidt, Helmut und sein jüngerer Bruder Wolfgang (1921–2006), der später Lehrer und Schuldirektor wurde, besuchten die Volksschule Wallstraße östlich der Außenalster und im Anschluss daran die Lichtwark-Oberschule am Grasweg in Winterhude.
Nach Aussage Schmidts, selbst Protestant, vertuschten er und sein Vater dessen jüdische Abstammung durch Urkundenfälschung, so dass der Ariernachweis erteilt wurde. Als „jüdischer Mischling zweiten Grades“ wäre Schmidt benachteiligt worden und eine Offizierslaufbahn in der Wehrmacht wohl ausgeschlossen gewesen.
In der Öffentlichkeit gab Schmidt diese Zusammenhänge erst 1984 auf Nachfrage bekannt, als Journalisten dies von Giscard d’Estaing erfuhren. In seinen Kindheits- und Jugenderinnerungen (1992) schreibt er, seine Herkunft habe seine Ablehnung des Nationalsozialismus mitbestimmt.

„Der Oberschüler Schmidt, der zum Zeitpunkt der Machtübertragung an Hitler 14 Jahre alt war, wusste, dass er „Vierteljude“ war und als rassisch minderwertig gegolten hätte, wenn dieser Sachverhalt bekannt geworden wäre. Der Marine-Hitlerjugend gehörte er anfangs nicht ungern an; im Sommer 1936 nahm er an einem „Adolf-Hitler-Marsch“ von Hamburg nach Nürnberg zum Reichsparteitag der NSDAP teil. Er wurde kein Nationalsozialist, ließ sich aber zeitweilig von der „sozialistischen“, die Werte der Gemeinschaft beschwörenden Propaganda des Regimes beeindrucken.“

Helmut Schmidt heiratete am 27. Juni 1942 Hannelore Glaser („Loki“, 1919–2010). Die kirchliche Trauung fand am 1. Juli 1942 in der St.-Cosmae-und-Damiani-Kirche zu Hambergen statt. Aus der Ehe gingen zwei Kinder hervor. Ihr in Bernau bei Berlin behindert geborener Sohn Helmut Walter (* 26. Juni 1944) starb dort am 19. Februar 1945 noch vor seinem ersten Geburtstag. Tochter Susanne, die für den Wirtschaftsfernsehsender Bloomberg TV in London arbeitet, wurde im Mai 1947 in Hamburg geboren.
In einem späteren Interview gab Schmidt an, seine Familie habe in der Zeit des Nationalsozialismus mitunter Juden versteckt, von Konzentrationslagern und vom Genozid an den Juden habe er nichts gewusst, wie es damals bei vielen Menschen der Fall gewesen sei.

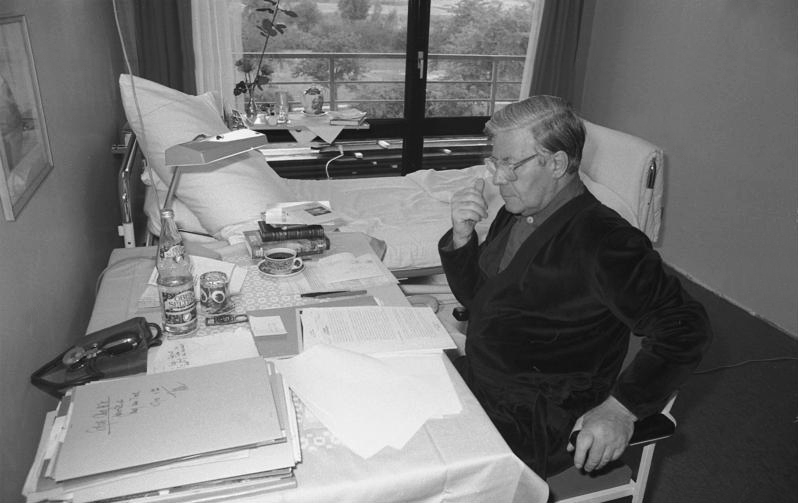
Helmut Schmidt im Bundeswehrzentralkrankenhaus Koblenz, 1981

Im Herbst 1981 erkrankte Schmidt ernstlich, sodass ihm am 13. Oktober 1981 im Bundeswehrzentralkrankenhaus Koblenz ein Herzschrittmacher eingesetzt wurde. Zuvor musste der damalige Bundeskanzler nach Adams-Stokes-Anfällen zweimal wiederbelebt werden.
Im Sommer 1990 erlitt Schmidt einen Herzinfarkt. Im August 2002 erlitt er einen weiteren Herzinfarkt und musste sich anschließend einer Bypass-Operation unterziehen.
Schmidt wohnte seit Langem in Hamburg-Langenhorn. Einen Zweitwohnsitz hatte Schmidt am holsteinischen Brahmsee. Seine Konfession war evangelisch-lutherisch, er selbst bezeichnete sich allerdings als nicht religiös, sei aber auch kein Atheist. Im Juni 2007 äußerte er in einem Fernseh-Interview in der Sendung Menschen bei Maischberger, er vertraue nicht mehr auf Gott, u. a. weil Gott Auschwitz zugelassen habe. Auf die an ihn gestellte Frage, ob er das Amt des Bundeskanzlers gerne ausgeübt habe, antwortete er mit: „Eigentlich nicht sonderlich gern, nein.“ Diese Aussage begründete er damit, dass das Amt des Bundeskanzlers eine sehr große Belastung vor allem für das Privatleben sei.
Knapp zwei Jahre nach Lokis Tod gab Schmidt im August 2012 bekannt, dass er eine neue Lebensgefährtin habe: Ruth Loah (* 27. September 1933; † 23. Februar 2017), die seit Jahrzehnten zu seinen Vertrauten gezählt und für ihn als Sekretärin gearbeitet hatte.

#### Freundschaften

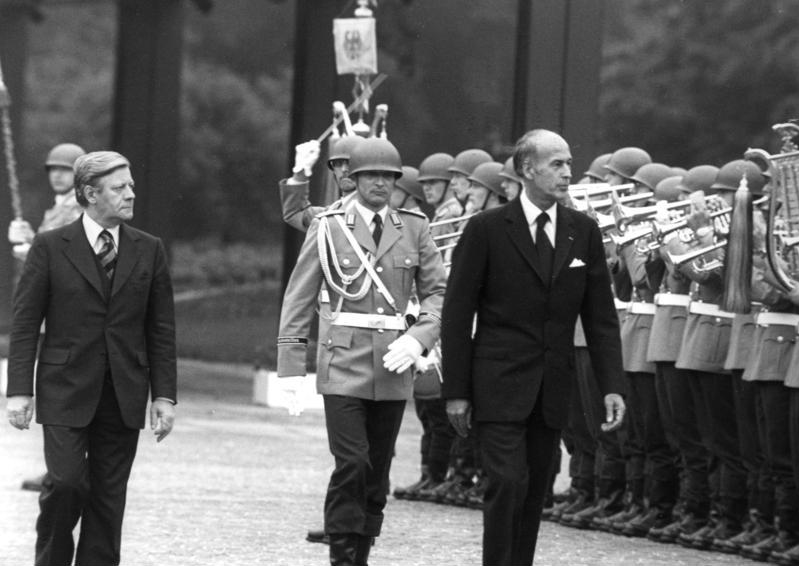
Schmidt und der französische Präsident Giscard d’Estaing 1977

Helmut Schmidt war ein enger Freund des Bankiers, US-Offiziers und Gründers des deutsch-amerikanischen Netzwerks Atlantik-Brücke, Eric M. Warburg. Außerdem verband ihn eine Freundschaft mit dem ehemaligen Außenminister der Vereinigten Staaten, Henry Kissinger.
Paul Volcker, der weltweit überaus einflussreiche Direktor des American Council on Germany, langjähriges Mitglied und ehemaliger Direktor des Council on Foreign Relations, Mitglied der Trilateralen Kommission und Vorsitzender der US-Notenbank, gehörte seit über 40 Jahren zu seinen Vertrauten. Ebenso hielt Schmidt Kontakt zu John J. McCloy, ehemals Präsident der Weltbank, Direktor des Council on Foreign Relations (CFR), Vorstandsvorsitzender der Chase Manhattan Bank sowie Initiator des deutsch-amerikanischen Netzwerks Atlantik-Brücke.
Schmidt zählte den ermordeten ägyptischen Präsidenten Anwar as-Sadat und den ehemaligen französischen Staatspräsidenten Valéry Giscard d’Estaing zu seinen herausragendsten politischen Freunden. Der frühere US-Außenminister Kissinger äußerte, er hoffe, vor Schmidt zu sterben; er wolle in keiner Welt leben, in der es keinen Helmut Schmidt gebe.
Rat holte Schmidt sich unter anderem bei dem Philosophen Karl Popper, mit dem er in engem brieflichen Kontakt stand.
Schmidt hielt am 28. Oktober 2014 während der Trauerfeier für den am 7. Oktober gestorbenen und mit ihm befreundeten Schriftsteller Siegfried Lenz eine Abschiedsrede.

#### Kunst, Musik, Philosophie und andere Interessen

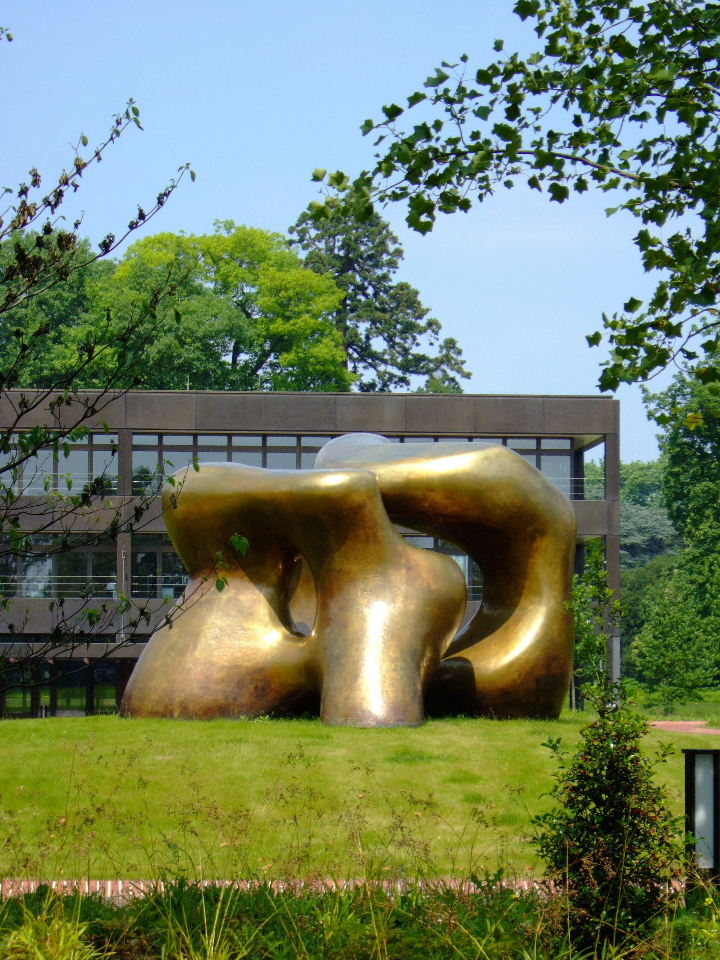
Skulptur Large Two Forms vor dem früheren Bundeskanzleramt in Bonn (heute BMZ)

Als Bundeskanzler sorgte Schmidt dafür, dass vor dem damaligen Bundeskanzleramt in Bonn die Skulptur Large Two Forms von Henry Moore aufgestellt wurde, die das Zusammengehören der Bundesrepublik und der DDR symbolisieren sollte. Schmidts Leidenschaft für Kunst führte so weit, dass er das Bundeskanzleramt mit zahlreichen Kunstleihgaben ausstatten ließ. Außerdem ließ er das Schild „Bundeskanzler“ vor seinem Büro entfernen und stattdessen ein Schild mit der Aufschrift „Nolde-Zimmer“ anbringen, das auf die Kunst in seinem Büro hinweisen sollte. Für die Galerie ehemaliger Bundeskanzler im Kanzleramt entschied Schmidt sich 1986 für den Leipziger Maler Bernhard Heisig als Porträtisten. Diese Wahl wurde zu dieser Zeit als Überraschung empfunden. In seinem 95. Lebensjahr saß Helmut Schmidt dem Hamburger Maler Manfred W. Jürgens Modell.
Beide Häuser Schmidts in Hamburg beherbergen zahlreiche Bilder und Grafiken unterschiedlicher Künstler, auch eigene, denn der Hausherr malte bis ins hohe Alter selbst. Vom 4. Oktober 2020 bis zum 31. Januar 2021 waren eine Auswahl von rund 150 Stücken aus der Sammlung von Helmut und Loki Schmidt im Ernst-Barlach-Haus in Hamburg ausgestellt.
Aber auch zur Musik hatte Schmidt ein besonderes Verhältnis. Er war es beispielsweise, der als Bundesverteidigungsminister die Big Band der Bundeswehr ins Leben rief. Er selbst spielte Orgel und Klavier und schätzte insbesondere die Musik von Johann Sebastian Bach. Als 17-Jähriger komponierte er vierstimmige Sätze zu Kirchenliedern. Schmidt litt in seinen letzten Lebensjahren darunter, wegen seines nachlassenden Gehörs Musik nicht mehr genießen zu können; auf dem rechten Ohr war Schmidt nahezu taub, im linken trug er eine Hörhilfe, die ihm das Hören von Sprache einigermaßen ermöglichte.
Helmut Schmidt hat mehrere Schallplatten aufgenommen, in denen er als Interpret der Werke klassischer Komponisten zu hören ist, so zum Beispiel von Wolfgang Amadeus Mozart, Konzert für drei Klaviere und Orchester, KV 242, oder von Johann Sebastian Bach, Konzert für vier Klaviere und Streicher in A-Moll, BWV 1065, jeweils gemeinsam mit den Pianisten Christoph Eschenbach, Justus Frantz sowie Gerhard Oppitz.
Zu Schmidts „Hausphilosophen“ gehörten neben Mark Aurel und Immanuel Kant auch Max Weber und Karl Popper. Schmidts eigene Bemühungen als Politiker um pragmatisches Handeln zu sittlichen Zwecken und seine Beschäftigung mit der Philosophie werden von Fachleuten respektvoll gewürdigt. So schrieb Volker Gerhardt, Schmidt sei Philosoph im Sinne eines Moralisten, der sich darauf verpflichtet, ein moralischer Politiker zu sein. Er stehe in einer Linie mit Otto von Bismarck, Walther Rathenau und Winston Churchill.

„Alle drei waren Genies des politischen Handelns; alle waren mit einer großen intellektuellen Begabung ausgezeichnet, haben politisch Großes geleistet und überdies ein bedeutendes literarisches Werk hinterlassen. Ihnen ist Helmut Schmidt ebenbürtig, auch wenn er als Autor mehr veröffentlicht hat als alle drei zusammen […] Sein Werk steht im Zeichen der ethischen Frage. Es nimmt die weltpolitischen Lehren ernst, die aus der Wirtschaftskrise des Jahres 1928, aus den weltpolitischen Folgen der Not, aus den Weltkriegen und aus der mit der Entwicklung der Technik erstmals für alle sichtbar gewordenen Gefahr der weltweiten Selbstvernichtung der Menschheit gezogen werden müssen. Indem sich Helmut Schmidt im Laufe seines Lebens dieser Probleme mit wachsender Intensität annimmt, erkennt man, dass seine immer deutlicher zutage tretende Hinwendung zur Philosophie selbst wieder politischen Einsichten gehorcht. Darin ist er immer Politiker geblieben, aber die Philosophen täten gut daran, ihn so ernst zu nehmen, als sei er einer von ihnen.“

### Tod und Andenken

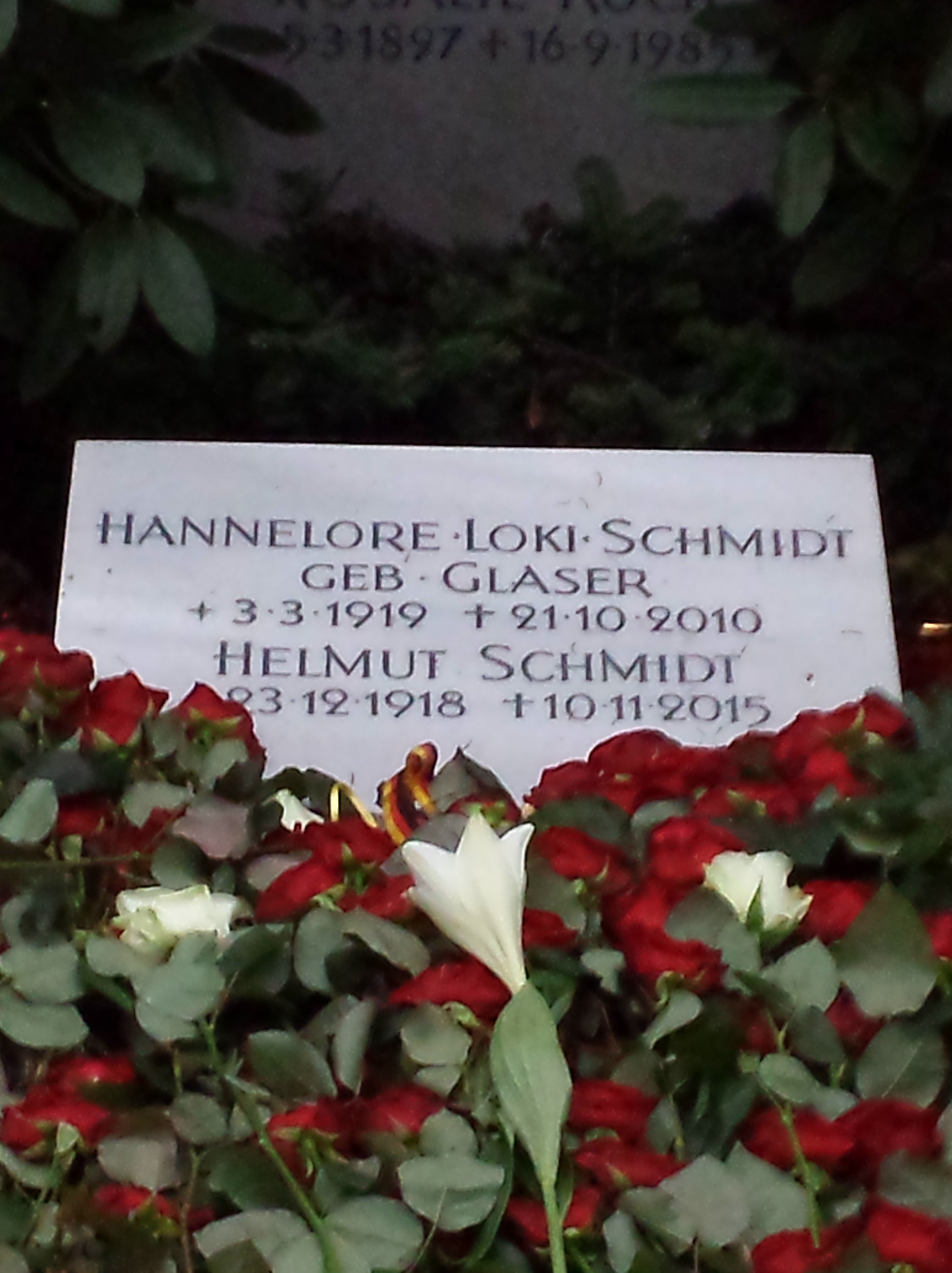
Grabstein von Loki und Helmut Schmidt auf dem Friedhof Ohlsdorf

Helmut Schmidt starb am 10. November 2015 gut einen Monat vor seinem 97. Geburtstag in seinem Haus in Hamburg-Langenhorn an einer Infektion, nachdem er zwei Monate zuvor wegen einer peripheren arteriellen Verschlusskrankheit („Raucherbein“) behandelt werden musste. Am 23. November 2015 fand ihm zu Ehren ein Staatsakt im Hamburger Michel mit 1800 geladenen Gästen statt. Im Anschluss an den Trauergottesdienst, bei dem auf Schmidts Wunsch hin das Abendlied von Matthias Claudius gesungen wurde, hielten Hamburgs Erster Bürgermeister, der spätere Bundeskanzler Olaf Scholz, der frühere US-Außenminister und enge Freund des Verstorbenen Henry Kissinger sowie die damalige deutsche Bundeskanzlerin Angela Merkel die Gedenkreden. Die Urnen Helmut Schmidts und seiner Frau Loki ruhen im Familiengrab Koch und Schmidt auf dem Ohlsdorfer Friedhof.
Beide Ehepartner Schmidt hatten verfügt, dass nach ihrem Ableben ihr Wohnhaus im Neubergerweg 80 in ein öffentlich zugängliches Museum überführt werden soll. Beauftragt mit der Umsetzung ist die Helmut und Loki Schmidt-Stiftung, der auch die Entscheidung darüber zufällt, welche der Räume im Rahmen dessen zugänglich gemacht werden. Helmut Schmidts Privatarchiv wird im Archiv der sozialen Demokratie verwaltet. Am 13. Oktober 2016 wurde ein Gesetz zur Errichtung der Bundeskanzler-Helmut-Schmidt-Stiftung erlassen, das am 1. Januar 2017 in Kraft trat. Als überparteiliche Politikergedenkstiftung widmet sie sich schwerpunktmäßig Themenfeldern, die das politische Wirken Helmut Schmidts prägten: der Europäischen Integration, den sozialen Herausforderungen der Globalisierung und der Krise der offenen Gesellschaft.
Am 22. Dezember 2023 schändeten Unbekannte das Grab der Eheleute Schmidt mit Hakenkreuzen, woraufhin der Staatsschutz ermittelte.

## Politische Positionen

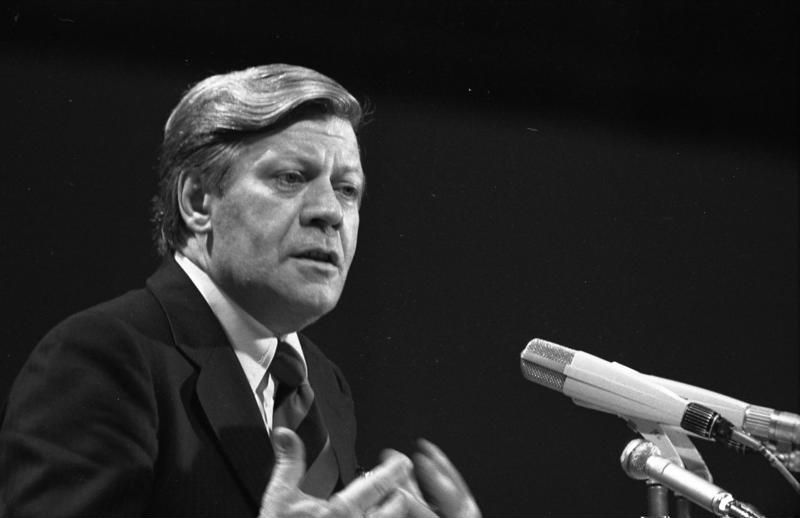
Helmut Schmidt auf dem außerordentlichen SPD-Parteitag in Dortmund (Juni 1976)

### Innenpolitik
Im Jahr 2005 bezeichnete Schmidt die Massenarbeitslosigkeit als das größte deutsche Problem. Er lobte die „Agenda 2010“ Gerhard Schröders und sah in ihr einen ersten Schritt zur Bewältigung der Folgen des demografischen Wandels. Er hielt das Reformprogramm jedoch für nicht ausreichend und sprach sich schon 1997 für eine Deregulierung des deutschen Arbeitsmarktes aus, darunter für eine Einschränkung des Kündigungsschutzes. Die Zumutbarkeitskriterien für Arbeitslose sollten weiter verschärft werden und das Arbeitslosengeld II für mehrere Jahre nominal eingefroren werden (beziehungsweise real sinken). Den Flächentarifvertrag sah Schmidt als überholt an und forderte dessen weitgehende Abschaffung; der Einfluss der nach seiner Ansicht allzu mächtigen Gewerkschaften sollte zurückgeführt werden. Nur nach Umsetzung dieser Reformen könnte laut Schmidt ein (jedoch relativ niedriger) Mindestlohn eingeführt werden. Zur Finanzierung der Renten sei eine allgemeine Arbeitszeitverlängerung (Lebens- und Wochenarbeitszeit) unumgänglich.
Außerdem war Schmidt Befürworter der Kernenergie und Gegner des Atomausstiegs, der unter der rot-grün geführten Bundesregierung beschlossen wurde. Ein weiterer Konfliktpunkt mit der SPD war seine Befürwortung von allgemeinen Studiengebühren bei einer angemessenen Ausstattung des BAföG- und Stipendiensystems.
Schmidt war bereits in den 1960er Jahren Anhänger der Einführung des Mehrheitswahlrechts in Deutschland, als diese Reform Teil der innenpolitischen Agenda der damaligen Großen Koalition war. Später sah er es dem Verhältniswahlrecht gegenüber immer noch als überlegen an, hielt aber den Erfolg eines neuen Anlaufs für eine Wahlrechtsreform für ausgeschlossen. Eine häufig geforderte Ausweitung von Volksabstimmungen lehnte Schmidt ab, da sie zu sehr von der Stimmung des Volkes abhängig seien. Weiterhin kritisierte er die Art der Parteienfinanzierung in Deutschland. Langfristig wünschte er sich die vollkommene Abschaffung der staatlichen Finanzierung und der Wirtschaftsspenden. Private Mitgliederbeiträge sollten nicht mehr von der Steuer abgezogen werden können.
Dem deutschen Föderalismus, den er als „Kleinstaaterei“ bezeichnete, bescheinigte Schmidt zahlreiche historisch gewachsene Schwächen, wenngleich er sich zum Subsidiaritätsprinzip bekannte. Den „permanenten Wahlkampf im Vierteljahrestakt“ betrachtete Schmidt aufgrund des „Egoismus der Parteien“ und der Einmischung der Landes- in die Bundespolitik als lähmend, da er die gesamtstaatliche Gesetzgebung populistisch („zwecks Popularitätssteigerung“) beeinflusse oder verzögere. Daher plädierte er für eine Zusammenlegung aller in Bund und Ländern anstehenden Wahlen auf einen einzigen Termin alle zwei Jahre, nach dem Vorbild der Vereinigten Staaten von Amerika. Die deutsche Hauptstadt Berlin sollte nach dem Willen Schmidts finanziell gestärkt werden, wobei er eine dem Bund unterstellte und von ihm unterhaltene Hauptstadt (Bundesdistrikt) wie Washington, D.C. als das tragfähigste Modell ansah.
Helmut Schmidt beklagte zeit seines Lebens eine übermäßige deutsche „Regulierungswut“ und stellte bei der staatlichen Exekutive eine ausgeprägte „Paragraphengläubigkeit“ fest. Die politische Klasse in Deutschland sei von einer „psychischen Epidemie“ ergriffen, wovon unter anderem das 2003 eingeführte Dosenpfand und das 2008 eingeführte Rauchverbot zeugten. Daher sollten viele Gesetze abgeschafft und vereinfacht werden. Das Grundgesetz solle behutsamer und nicht so häufig geändert werden und das Bundesverfassungsgericht sich mit seinen „einengenden“ Urteilen zurückhalten. Schmidt warnte vor einer Machtverschiebung zwischen Parlament und Bürokratie. Das beste Beispiel einer Behörde, die ohne Verstand und parlamentarische Kontrolle agiert, war für ihn die KMK, die Kultusministerkonferenz, die das deutsche Rechtschreibchaos angerichtet habe.
Schmidt schaltete sich 2011 in die Debatte um die Rolle der EZB in der aktuellen Krise der Gemeinschaftswährung Euro ein. Diese war u. a. auch durch Äußerungen des damaligen Bundespräsidenten Christian Wulff in die Kritik geraten. Hier sprach sich Schmidt deutlich für die EZB aus, die er für ihre Unabhängigkeit lobte.

### Gesellschaftspolitik
Die multikulturelle Gesellschaft bezeichnete Helmut Schmidt als „eine Illusion von Intellektuellen“. Mit einer demokratischen Gesellschaft sei das Konzept von Multikulti schwer vereinbar, so Schmidt. Es sei deshalb ein Fehler gewesen, „daß wir zu Beginn der 60er Jahre Gastarbeiter aus fremden Kulturen ins Land holten“. Einige Jahre später revidierte er seine Position dazu. Als Reaktion auf die Pegida-Proteste, die laut Schmidt an „dumpfe Vorurteile, an Fremdenhass und Intoleranz“ appellierten, positionierte er sich für die Aufnahme von Geflüchteten und Asylbewerbern: „Deutschland muss weltoffen und tolerant bleiben.“
In der Frage der Volljährigkeit war Helmut Schmidt immer gegen die Herabsetzung vom 21. auf das 18. Lebensjahr im Jahr 1975. Damit befand er sich im Gegensatz zur Parteimeinung der SPD.
Der Verbreitung bzw. Einführung des Privatfernsehens stand Schmidt kritisch gegenüber. Er befürchtete dadurch eine mögliche Veränderung der Strukturen der demokratischen Gesellschaft, die mit nicht absehbaren Gefahren einhergehe.

### Außenpolitik

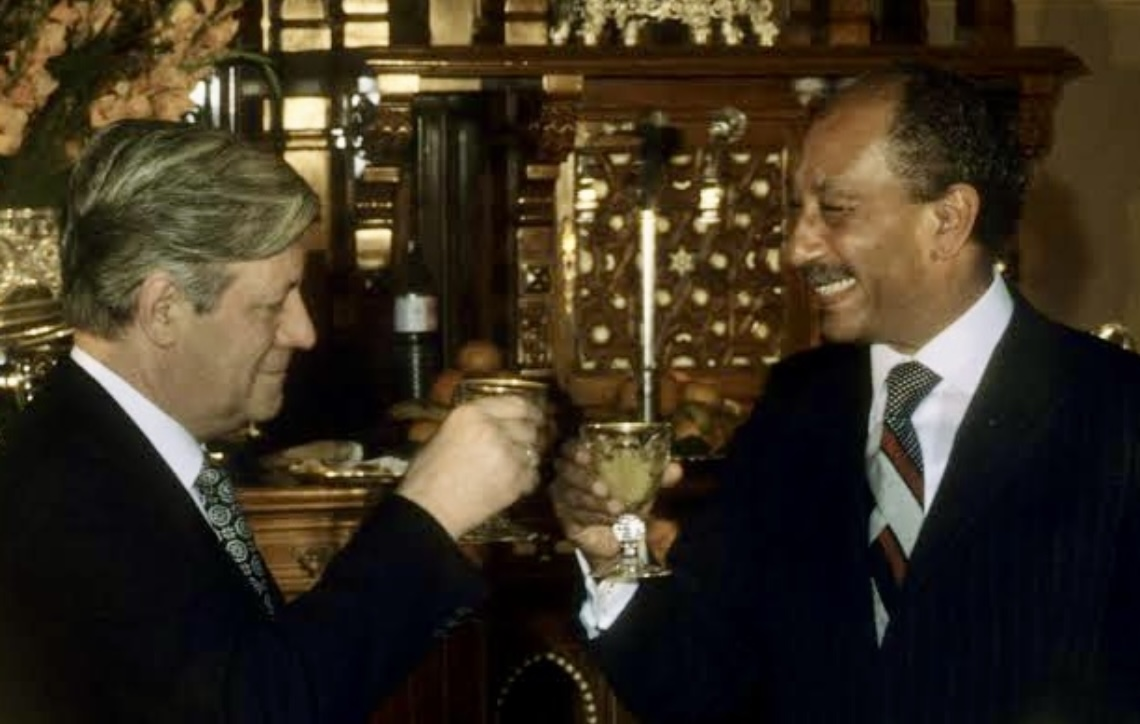
Schmidt trifft den Präsidenten von Ägypten, Anwar as-Sadat in Kairo, 1977

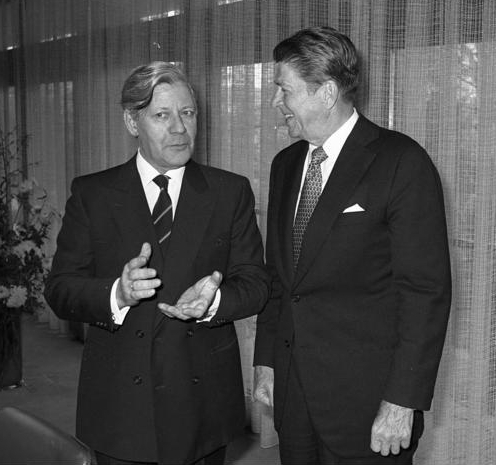
Schmidt mit dem späteren Präsidenten der Vereinigten Staaten, Ronald Reagan, 1978

In der Außenpolitik legte Schmidt sehr großen Wert auf das Prinzip der Nichteinmischung in die Angelegenheiten souveräner Staaten. Kritisch bezog Schmidt Stellung zu so genannten humanitären Interventionen wie auf dem Balkan: „Leider erleben wir, was das Völkerrecht angeht, im Augenblick nur Rückschritte, nicht nur bei den Amerikanern, sondern auch auf deutscher Seite. Was wir im Kosovo und in Bosnien-Herzegowina gemacht haben, verstieß eindeutig gegen das damals geltende Völkerrecht.“
Schmidt war Gegner des geplanten Beitritts der Türkei zur Europäischen Union. Er befürchtete, dass der Beitritt die außenpolitische Handlungsfreiheit der EU gefährden würde, sowie ferner, dass der Beitritt und die damit verbundene Freizügigkeit die seiner Ansicht nach dringend gebotene Integration der in Deutschland lebenden türkischen Staatsbürger aussichtslos werden ließe.
Den G8-Gipfel in seiner heutigen Ausführung bezeichnete er als „Medienspektakel“ und forderte die Erweiterung um China, Indien, die großen Erdöl-Exporteure und die Entwicklungsländer.
Schmidt kritisierte 2014 den Umgang des Westens mit der Krise in der Ukraine. Das Vorgehen Putins auf der Krim fand er verständlich.

### Umwelt- und Klimapolitik
Den 1972 erschienenen Club-of-Rome-Bericht „Die Grenzen des Wachstums“ sah Schmidt als wenig relevant an. Das Entstehen von Bürgerinitiativen, politischen Umweltorganisationen und den Grünen in dieser Zeit betrachtete er mit Skepsis.
Schmidt nannte die Debatte um die globale Erwärmung im Juni 2007 „hysterisch überhitzt“. Einen klimatischen Wechsel gebe es schon immer; die Ursachen seien „einstweilen nicht ausreichend erforscht“. Im Jahr 2011 konstatierte Schmidt einerseits: „Die von vielen Regierungen international betriebene sogenannte Klimapolitik steckt noch in ihren Anfängen. Die von einer internationalen Wissenschaftlergruppe“ (gemeint Intergovernmental Panel on Climate Change) „bisher gelieferten Unterlagen stoßen auf Skepsis. Jedenfalls sind die von einigen Regierungen öffentlich genannten Zielsetzungen bisher weniger wissenschaftlich als vielmehr lediglich politisch begründet“, sprach sich jedoch auch für eine Neuorientierung in der Energiepolitik aus, da die fossilen Reserven begrenzt seien und zudem der Klimaveränderung, soweit sie energiebedingt sei, entgegengewirkt werden müsse.
Als größte internationale Herausforderung der Zukunft bezeichnete er die globale Bevölkerungsexplosion und die damit verbundene Bewältigung von Ernährungs-, Energie- und Umweltschutzfragen.

## Öffentliche Wahrnehmung und Wertschätzung

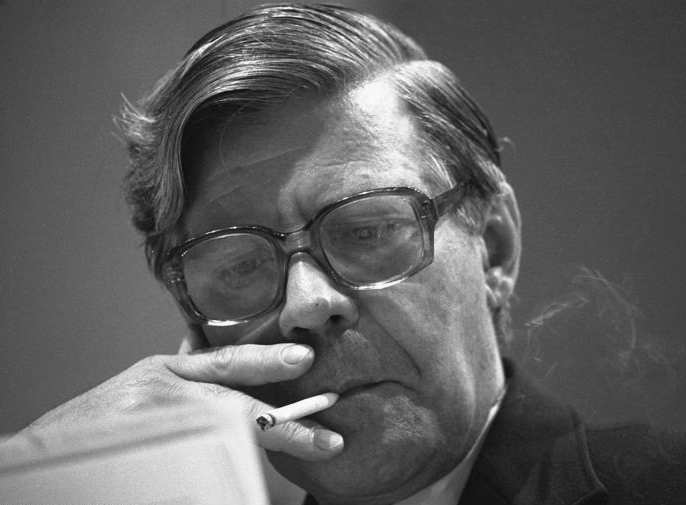
Helmut Schmidt auf einem Parteitag der SPD in Dortmund, 1976

Schmidt wurde während seiner politisch aktiven Zeit aufgrund seines Redetalents gerade auch von Gegnern „Schmidt Schnauze“ genannt. Sein ökonomischer Sachverstand fand breite Anerkennung.
Während seiner Zeit als Verteidigungsminister war Schmidt wegen seines Sachverstands geschätzt, zugleich aber auch wegen seiner hohen Leistungsansprüche gefürchtet. Für Generalspositionen gab er vor, die Betreffenden müssten „vielseitig verwendbar, umfassend gebildet, international eingeführt und ideenreich“ sein. Der Luftwaffengeneral Johannes Steinhoff nannte Schmidts Arbeitstempo „supersonisch“ (überschallschnell) und der Leiter der Personalabteilung im Verteidigungsministerium, Generalleutnant Konrad Stangl, äußerte: „Der Minister setzt Arbeitsfristen so knapp, dass sie an den Rand der Kräfte gehen.“
2005 wurde Helmut Schmidt in einer Umfrage von dem Meinungsforschungsinstitut Emnid als beliebtester Politiker der jüngeren deutschen Geschichte ermittelt. Als Hamburger war er für viele „der Hanseat par excellence“.
Schmidt war öffentlichkeitswirksamer Raucher. Eine Kolumne bei der Wochenzeitung Die Zeit hieß Auf eine Zigarette mit Helmut Schmidt. Im öffentlichen Raum – etwa in der Hamburgischen Bürgerschaft – verbot man ihm das Rauchen auch nach Verschärfung der Rauchverbote in den Bundesländern nicht. Diese Verbote hielt er für eine vorübergehende gesellschaftliche Erscheinung. Selbst während Fernsehreportagen oder in Fernsehstudios rauchte Schmidt. Im Plenarsaal des Bundestages, in dem bereits früh ein Rauchverbot herrschte, stieg er während der Sitzungen auf Schnupftabak um. Er wurde regelmäßig in der WDR-Sendung Mitternachtsspitzen im Format „Loki und Smoky“ vom Kabarettisten Uwe Lyko als Kettenraucher „Smoky“ parodiert (zusammen mit Wilfried Schmickler als „Loki“).

## Auszeichnungen und Ehrungen (Auswahl)

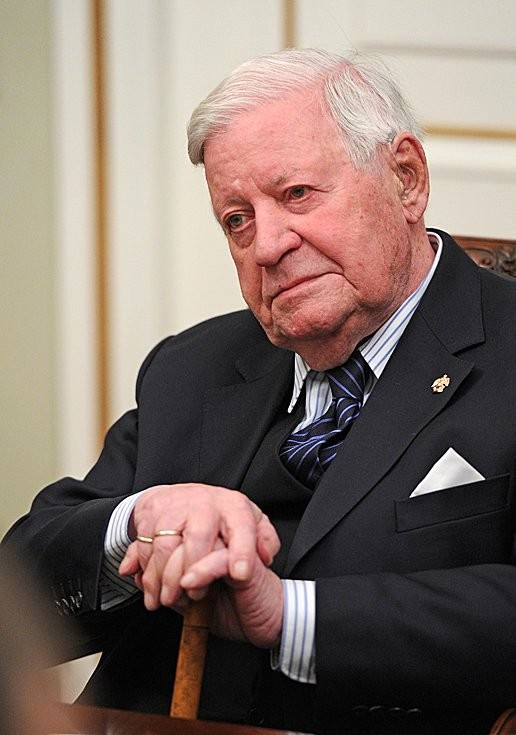
Helmut Schmidt, 2013

Helmut Schmidt erhielt im Laufe seines Lebens zahlreiche Ehrungen in Form von Preisen, Ehrendoktorwürden und Ehrenbürgerschaften. Den Verdienstorden der Bundesrepublik Deutschland in der Form mit Stern und Schulterband lehnte er jedoch 1968 nach hanseatischer Tradition ab.

### Auszeichnungen 1939–1945
- Eisernes Kreuz II. Klasse
- Medaille Winterschlacht im Osten
- Erdkampfabzeichen der Luftwaffe
- Verwundetenabzeichen
- Kriegsverdienstkreuz mit Schwertern 1. Klasse
- Kriegsverdienstkreuz mit Schwertern 2. Klasse
- Medaille zur Erinnerung an den 1. Oktober 1938[96]

### Preise
- 1978: Theodor-Heuss-Preis für sein Krisenmanagement in der Zeit des RAF-Terrors
- 1978: Friedenspreis der Louise-Weiß-Stiftung in Straßburg
- 1986: Athena-Preis der Alexander-Onassis-Stiftung
- 1988: Four Freedoms Award der Franklin D. Roosevelt-Stiftung.
- 1989: Preis „Das politische Buch“ der Friedrich-Ebert-Stiftung für Menschen und Mächte
- 1990: Neapel-Preis des Journalismus
- 1990: Friedrich-Schiedel-Literaturpreis für Menschen und Mächte
- 1996: Spanischer Journalismuspreis Godo
- 1998: Carlo-Schmid-Preis
- 2001: Goldmedaille der Stiftung Jean Monnet für sein Engagement im Dienste der Europäischen Währungsunion (zusammen mit seinem Freund, dem früheren französischen Staatspräsidenten Valéry Giscard d’Estaing)
- 2002: Martin Buber-Plakette (erster Preisträger)
- 2002: Dolf-Sternberger-Preis
- 2005: „Prix des Générations“ der Initiative VIVA 50plus. Als herausragender Staatsmann habe „[…] Helmut Schmidt nicht nur das Zusammenleben der Generationen, sondern auch das Verständnis zwischen den Altersgruppen gefördert […]“.
- 2005: Oswald-von-Nell-Breuning-Preis der Stadt Trier, für die „[…] Ernsthaftigkeit, mit der sich Helmut Schmidt immer wieder auch Fragen eines gerechten sozialen Ausgleichs gestellt […]“[97] habe
- 2005: Adenauer-de Gaulle-Preis für sein Wirken um die deutsch-französische Zusammenarbeit (zusammen mit Valéry Giscard d’Estaing)[98]
- 2007: Henry-Kissinger-Preis der American Academy in Berlin, erster Preisträger überhaupt, für seine herausragende Rolle als Publizist in der transatlantischen Kommunikation[99]
- 2007: Weltwirtschaftlicher Preis, für seine realitätsbezogene Politik mit moralischem Pflichtbewusstsein[100]
- 2008: Osgar (Medienpreis der Bild-Zeitung)
- 2009: Internationaler Mendelssohn-Preis zu Leipzig in der Kategorie Gesellschaftliches Engagement[101]
- 2010: Point-Alpha-Preis,[102] mit 25.000 Euro dotiert, für Verdienste um die Einheit Deutschlands und Europas in Frieden und Freiheit. Das Kuratorium Deutsche Einheit e. V. würdigte damit Schmidts „Standhaftigkeit beim Nato-Doppelbeschluss und seine Rolle beim KSZE-Prozess“.[103]
- 2010: Henri-Nannen-Preis für sein publizistisches Lebenswerk
- 2011: Millennium-Bambi, verliehen in den Rhein-Main-Hallen in Wiesbaden
- 2012: Eric-M.-Warburg-Preis
- 2012: Internationaler Preis des Westfälischen Friedens, verliehen am 22. September 2012 an Schmidt und die Kinderhilfsorganisation Children for a better World im Historischen Rathaus Münster[104]
- 2013: Hanns Martin Schleyer-Preis für das Jahr 2012 „für hervorragende Verdienste um die Festigung und Förderung der Grundlagen eines freiheitlichen Gemeinwesens“[105]
- 2014: Medienpreis des Deutsch-Französischen Journalistenpreises (DFJP)
- 2015: Gustav-Stresemann-Preis der Großloge der Alten Freien und Angenommenen Maurer von Deutschland für die „Lebensleistung eines Menschen“[106]

### Weitere Ehrungen

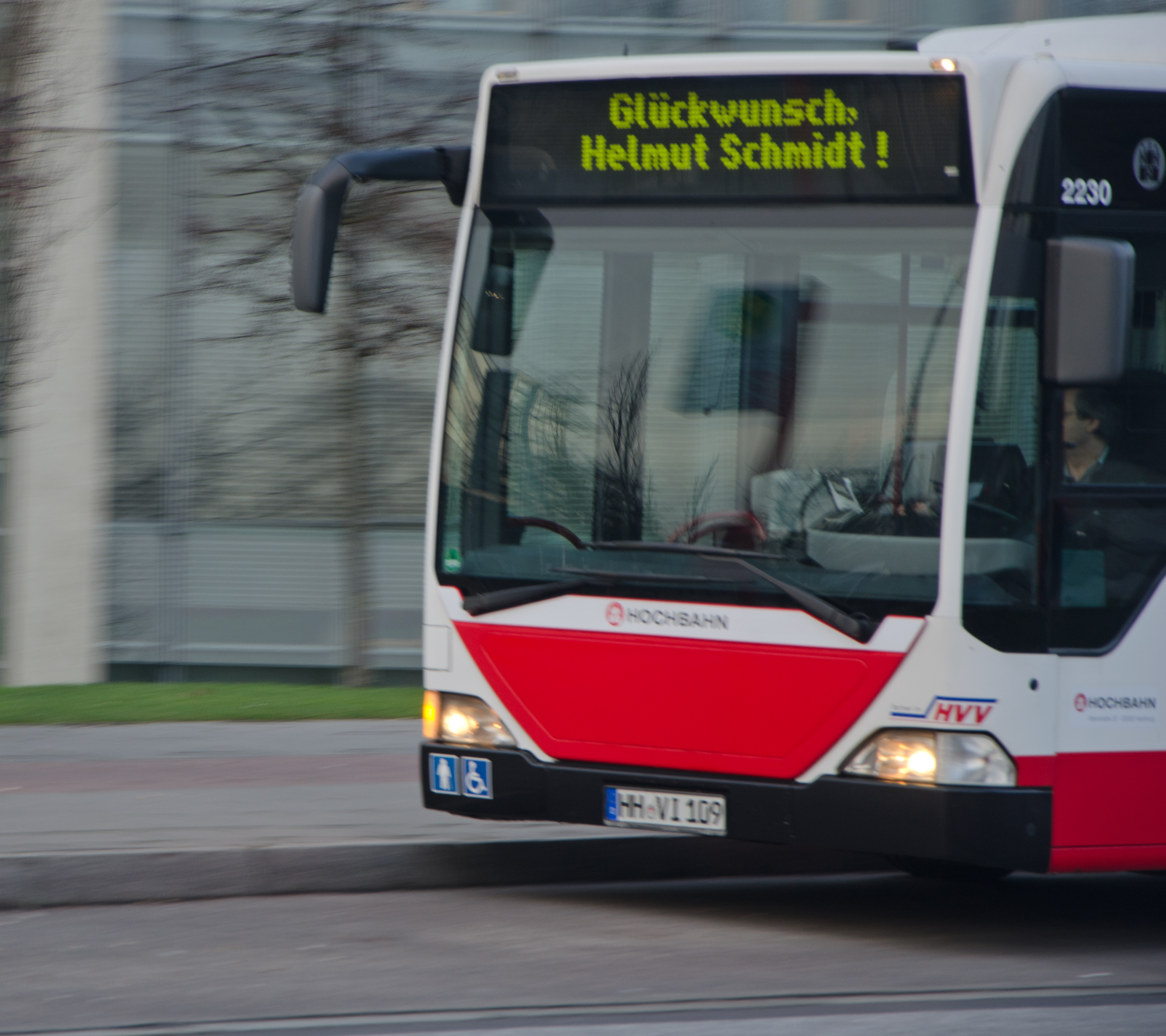
Glückwünsche des HVV zum 95. Geburtstag

Helmut Schmidt war Ehrenbürger seiner Heimatstadt Hamburg (1983), von Bonn (1983), Bremerhaven (1983), Berlin (1989), Barlachstadt Güstrow (1995) und des Landes Schleswig-Holstein (1998).
Helmut Schmidt wurde 1983 zum Ehrensenator der Universität Hamburg ernannt. 1996 wurde er Auswärtiges Ehrenmitglied der American Academy of Arts and Sciences.
Während und nach seiner Regierungszeit wurde Helmut Schmidt mit 24 Ehrendoktorgraden geehrt, unter anderem von den britischen Universitäten Oxford und Cambridge, der Pariser Sorbonne, der amerikanischen Harvard University und der Johns Hopkins University, der Keiō-Universität in Japan und der belgischen Katholieke Universiteit Leuven.
Helmut Schmidt erhielt 2007 die Ehrendoktorwürde der Philipps-Universität Marburg im Rahmen der Christian-Wolff-Vorlesungen mit der Begründung, das „der Aufklärung verpflichtete Fach Philosophie“ erkenne „in Helmut Schmidt den Philosophen im Politiker“.

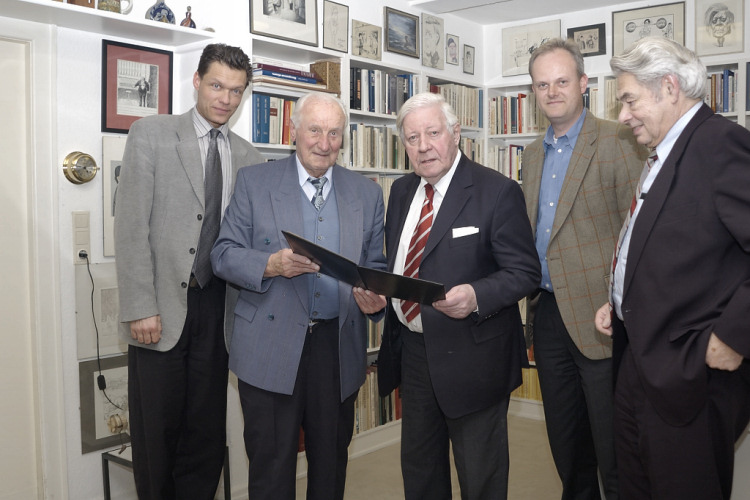
Verleihung der Ehrenmitgliedschaft des Reichsbanners Schwarz-Rot-Gold, 2006

Am 17. Januar 2006 wurde Schmidt Ehrenmitglied des Reichsbanners Schwarz-Rot-Gold.
1966 erhielt Schmidt den Goldenen Nürnberger Trichter der Nürnberger Trichter Karnevalsgesellschaft und 1972 den Orden wider den tierischen Ernst des Aachener Karnevalsvereins für seinen Haarnetz-Erlass.
Schmidt war der erste Deutsche Bundeskanzler, der die Volksrepublik China besuchte. Für sein Interesse an und seine Literatur über China ist er von der Kommunistischen Partei Chinas als Alter Freund des chinesischen Volkes bezeichnet worden.

### Benennungen

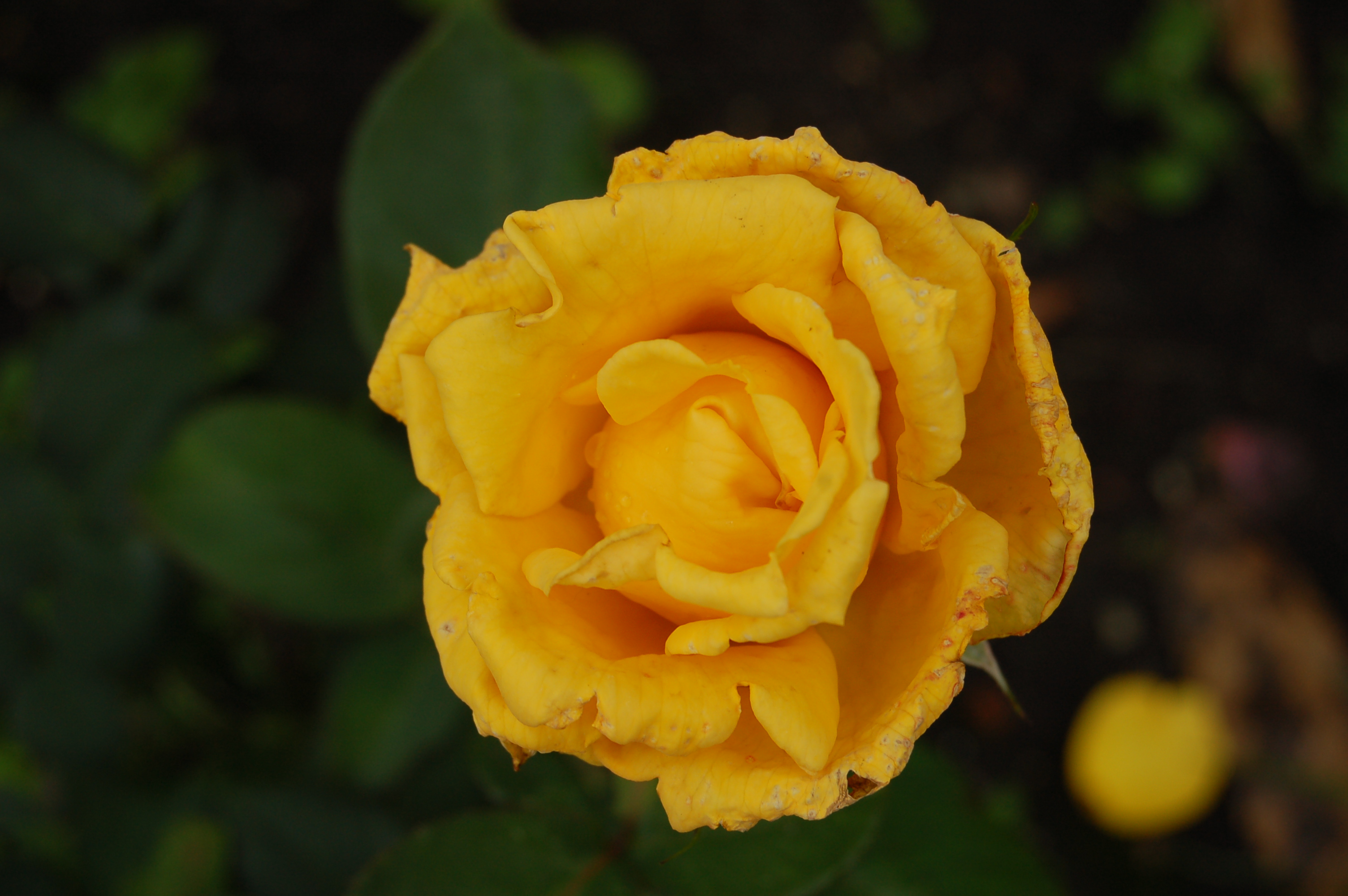
Rosensorte Helmut Schmidt, Kordes, 1979

- Nach Helmut Schmidt wurde 1979 eine Rosensorte benannt.
- Der Helmut-Schmidt-Journalistenpreis ist ein seit 1996 jährlich vergebener Preis der ING-DiBa für besondere Leistungen auf dem Gebiet des kritischen Verbraucherjournalismus durch verbraucherorientierte Berichterstattung über Wirtschafts- und Finanzthemen. Helmut Schmidt war Schirmherr.
- 2003 wurde zu Ehren von Helmut Schmidt ein Lehrstuhl für internationale Geschichte an der privaten International University Bremen benannt.
- Im Dezember 2003 wurde die Universität der Bundeswehr in Hamburg in Helmut-Schmidt-Universität/Universität der Bundeswehr Hamburg umbenannt. Er erhielt die Ehrendoktorwürde dieser Hochschule für seinen Einsatz für die wissenschaftliche Fortbildung von Offizieren Anfang der siebziger Jahre.
- Im Jahre 2007 wurde von der Zeit-Stiftung der Helmut-Schmidt-Preis für Deutsch-Amerikanische Wirtschaftsgeschichte gestiftet, der vom Deutschen Historischen Institut Washington verliehen wird. Bisherige Preisträger waren: Harold James (Princeton University), Volker Berghahn (Columbia University), Richard H. Tilly (Westfälische Wilhelms-Universität Münster) und Charles S. Maier (Harvard University).[111]
- Am 5. November 2012 wurde das Gymnasium Kirchdorf/Wilhelmsburg in Hamburg-Wilhelmsburg in Helmut-Schmidt-Gymnasium umbenannt.[112]
- Am 7. Januar 2016 wurde das Hamburger Pressehaus, der Sitz der Wochenzeitung Die Zeit, in Helmut-Schmidt-Haus umbenannt.[113]
- Der Flughafen Hamburg trägt seit November 2016 den Namen Hamburg Airport Helmut Schmidt.[114][115]
- Das Auditorium der Bucerius Law School wurde im November 2016 in „Helmut-Schmidt-Auditorium“ umbenannt.
- Seit 1. Januar 2017 trägt eine Straße in Bernau-Schönow den Namen Helmut-Schmidt-Allee. Helmut und Loki Schmidt hatten um 1944/1945 dort gelebt, während er als Offizier der Luftwaffe dort stationiert war. Ihr Sohn Helmut Walter wurde in Schönow beigesetzt. Das Grab ist inzwischen eingeebnet.[116]
- Im Mai 2020 wurde in Mannheim die Lindenhofüberführung in Helmut-Schmidt-Brücke umbenannt.[117]
- Seit 2022 wird der mit 20.000 Euro dotierte Helmut-Schmidt-Zukunftspreis vom Zeitverlag und The New Institute in Hamburg verliehen[118]

### Gedenkmünze und Briefmarke
Zum 100. Geburtstag von Helmut Schmidt wurde am 30. Januar 2018 eine 2-Euro-Gedenkmünze und am 6. Dezember 2018 ein Sonderpostwertzeichen im Nennwert von 70 Eurocent herausgegeben. Der Entwurf der Briefmarke stammt vom Grafiker Frank Fienbork.

### Stiftungen
Die Bundeskanzler-Helmut-Schmidt-Stiftung wurde zum 1. Januar 2017 vom Deutschen Bundestag als überparteiliche Politikergedenkstiftung gegründet, um die historischen Verdienste Helmut Schmidts zu würdigen und sich Themen zu widmen, die das politische Wirken Helmut Schmidts prägten. Der Hauptsitz der Stiftung befindet sich in der Hamburger Altstadt. Bereits seit 1992 besteht zudem die von den Eheleuten selbst gegründete Helmut und Loki Schmidt-Stiftung, in deren Besitz sich auch das ehemalige Wohnhaus der Familie Schmidt in Hamburg-Langenhorn befindet. Es beherbergt auch das Helmut Schmidt-Archiv, das der wissenschaftlichen Forschung offen steht. Als Motiv für die Stiftungsgründung nannte Schmidt 2015: „Ich habe in Amerika erlebt, wie dortige Präsidenten ihre schriftliche Hinterlassenschaft geordnet der Nachwelt hinterlassen haben – allerdings nicht so sehr, weil sie auf diese Weise ihr Bild und ihre Rolle in der Geschichte beeinflussen wollten. Sie gingen vielmehr zu Recht davon aus, dass das, was sich da angesammelt hatte, für spätere Historiker oder Literaten interessant sein könnte.“

## Werke (Auszug)
vor 1960

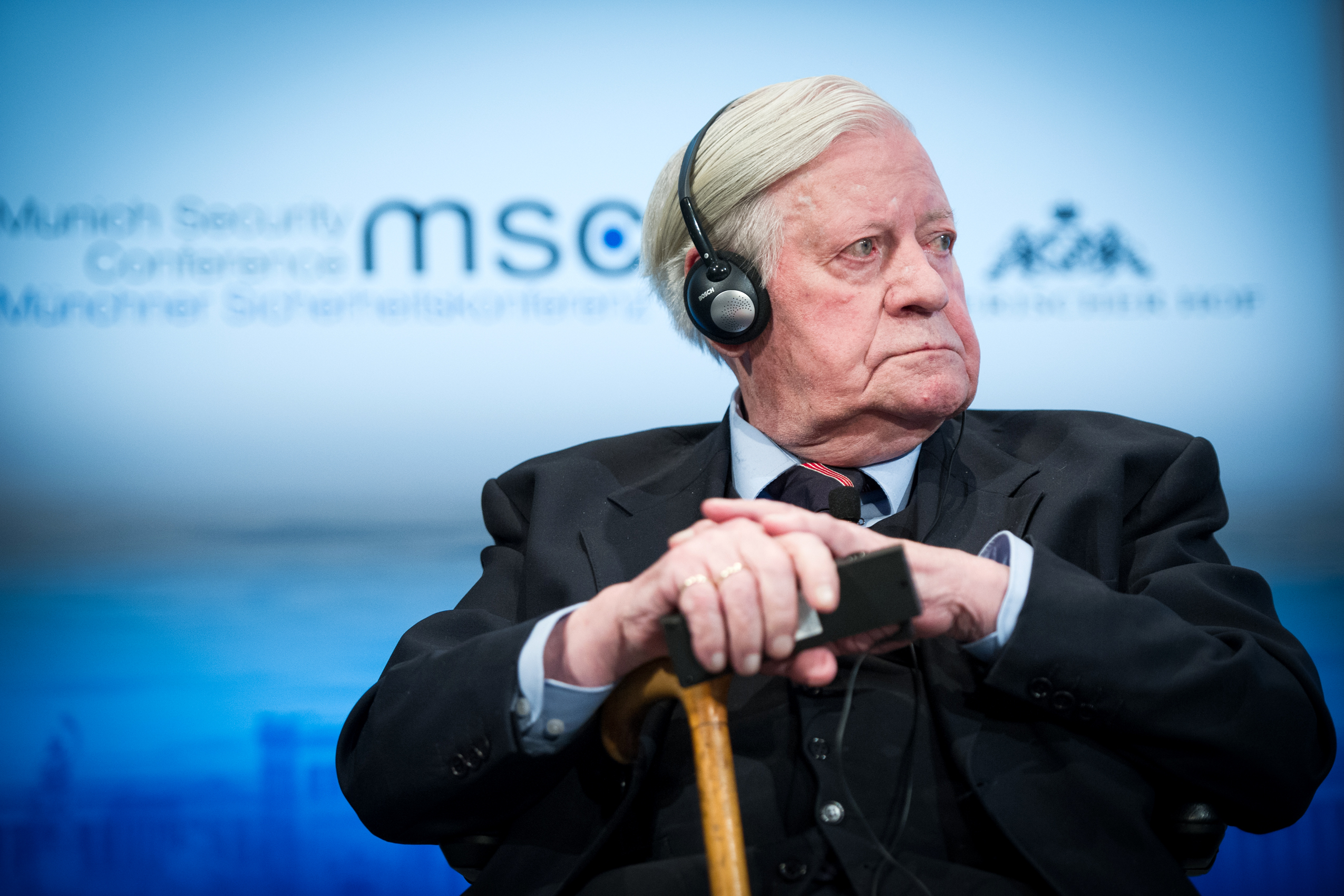
Helmut Schmidt (2014)

- Helmut Schmidt, Werner Leifermann: Wegweiser durch die Verkehrswirtschaft und ihre Ordnung. Nordwestdeutscher Werbe-Verlag, Hamburg 1954.
- Meik Woyke (Hrsg.): Willy Brandt, Helmut Schmidt. Partner und Rivalen. Der Briefwechsel (1958–1992). J.H.W. Dietz, Bonn 2015, ISBN 978-3-8012-0445-7.

1960–1969
- Verteidigung oder Vergeltung. Ein deutscher Beitrag zum strategischen Problem der NATO. Seewald, Stuttgart-Degerloch 1961, OCLC 2535872.
- Militärische Befehlsgewalt und parlamentarische Kontrolle. In: Horst Ehmke, Carlo Schmid, Hans Scharoun, Festschrift für Adolf Arndt zum 65. Geburtstag. Frankfurt am Main 1969, S. 437–449, OCLC 864545567.
- Reform des Parlaments. In: Claus Großner: Das 198. Jahrzehnt. Marion Gräfin Dönhoff zu Ehren. Wegner, Hamburg 1969, S. 323–336. OCLC 47309003.

1970–1979
- Die Opposition in der modernen Demokratie. In: Rudolf Schnabel, Die Opposition in der modernen Demokratie. Stuttgart 1972, S. 51–60.
- Als Christ in der politischen Entscheidung. (Gütersloher Taschenbücher Siebenstern 206). Gütersloher Verlagshaus Mohn, Gütersloh 1976, ISBN 3-579-03966-0.
- Zur Lage der Nation: Erklärung der Bundesregierung vor dem Deutschen Bundestag am 17. Mai 1979 (154. Sitzung des Deutschen Bundestages). Presse- und Informationsamt der Bundesregierung, Bonn 1979, DNB 790627868 (= Reihe Berichte und Dokumentationen, Band 18).

1980–1989
- Eine Strategie für den Westen. Siedler, Berlin 1986, ISBN 3-88680-184-5.
- Menschen und Mächte. Siedler, Berlin 1987, ISBN 3-88680-278-7.
- Politik als Beruf heute. In: Hildegard Hamm-Brücher, Norbert Schreiber: Die aufgeklärte Republik. Eine kritische Bilanz. München 1989, S. 77–84.

1990–1994
- Die Deutschen und ihre Nachbarn. Menschen und Mächte, Teil 2. Siedler, Berlin 1990, ISBN 3-88680-289-2.
- Politischer Rückblick auf eine unpolitische Jugend. In: Helmut Schmidt, Hannelore Schmidt u. a.: Kindheit und Jugend unter Hitler. Goldmann TB, 1994, ISBN 3-442-12851-X, S. 209–282.
- Handeln für Deutschland. Berlin 1993.
- Zur Lage der Nation. 1994.

1995–1999
- Peter Frieß, Andreas Fickers (Hrsg.): Helmut Schmidt und Hartmut Graßl sprechen über die Bringschuld der Wissenschaftler gegenüber der Gesellschaft und die Annahmepflicht der Politiker gegenüber wissenschaftlicher Erkenntnis (= TechnikDialog, Heft 3), Deutsches Museum, Bonn 1995, OCLC 907718871 (die ISBN 3-924183-92-9 wurde zweimal verwendet).
- Weggefährten – Erinnerungen und Reflexionen. Siedler, Berlin 1996, ISBN 3-88680-603-0.
- als Herausgeber: Die Allgemeine Erklärung der Menschenpflichten. Vorschlag. Piper, München / Zürich 1997, ISBN 3-492-22664-7.
- Auf der Suche nach einer öffentlichen Moral. Deutschland vor dem neuen Jahrhundert. Oktober 1998 (April 1999 bereits in 8. Auflage). Goldmann, München ISBN 3-442-15071-X.
- Globalisierung. Politische, ökonomische und kulturelle Herausforderungen. DVA, Stuttgart 1998, ISBN 3-421-05160-7.
- Dorothea Hauser (Hrsg.): Jahrhundertwende. Gespräche mit Lee Kuan Yew, Jimmy Carter, Schimon Peres, Valéry Giscard d’Estaing, Ralf Dahrendorf, Michail Gorbatschow, Rainer Barzel, Henry Kissinger, Helmut Kohl, Henning Voscherau. Siedler, Berlin 1998, ISBN 3-88680-649-9.
- Erkundungen – Beiträge zum Verständnis unserer Welt. Protokolle der Freitagsgesellschaft. Herausgegeben von Helmut Schmidt. DVA, Stuttgart 1999, ISBN 3-421-05282-4.

2000–2004
- Die Selbstbehauptung Europas, Perspektiven für das 21. Jahrhundert. DVA, Stuttgart / München 2000, ISBN 3-421-05357-X.
- Hand aufs Herz. Helmut Schmidt im Gespräch mit Sandra Maischberger. Ullstein, München 2003, ISBN 3-548-36460-8.
- Die Mächte der Zukunft: Gewinner und Verlierer in der Welt von morgen. Siedler Verlag, München 2004, ISBN 3-442-15378-6.

2005–2009
- Auf dem Weg zur deutschen Einheit. Rowohlt Verlag, Reinbek bei Hamburg 2005, ISBN 978-3-498-06385-6.
- Nachbar China. Helmut Schmidt im Gespräch mit Frank Sieren. Econ, Berlin 2006, ISBN 3-430-30004-5 (Vorabdruck In: Die Zeit. Nr. 39/2006).
- Ich habe keine Angst vor dem Tod. Interview Vanessa de l’Ors mit Helmut Schmidt, „Cicero – Magazin für politische Kultur“, März 2007, S. 56–66, ISSN 1613-4826. (online-Artikel)
- Außer Dienst. Siedler, München 2008, ISBN 978-3-88680-863-2.
- Helmut Schmidt, Giovanni di Lorenzo: Auf eine Zigarette mit Helmut Schmidt. Kiepenheuer & Witsch, Köln 2009, ISBN 978-3-462-04065-4. (Zusammenstellung von Interviews des Die-Zeit-Chefredakteurs mit Schmidt, die in der Kolumne „Auf eine Zigarette mit Helmut Schmidt“ erschienen sind)

2010–2015
- Helmut Schmidt, Fritz Stern: Unser Jahrhundert: Ein Gespräch. Beck, München 2010, ISBN 978-3-406-60132-3. (Auch als Hörbuch, gelesen von Hanns Zischler und Hans Peter Hallwachs. Der Audio Verlag (DAV), Berlin, 2010, ISBN 978-3-89813-978-6. Lesung, 5 CDs, 307 Min.)
- Helmut Schmidt: Einmischungen – seine besten ZEIT-Artikel von 1983 bis heute. Hoffmann & Campe, Hamburg 2010, ISBN 978-3-455-50181-0 (Artikel, die er in seiner Rolle als Herausgeber der Wochenzeitung „Die Zeit“ in selbiger veröffentlichte)[123]
- Vertiefungen – Neue Beiträge zum Verständnis unserer Welt. Protokolle der Freitagsgesellschaft. Herausgegeben von Helmut Schmidt. Siedler, München 2010, ISBN 978-3-88680-967-7.
- Religion in der Verantwortung. Gefährdungen des Friedens im Zeitalter der Globalisierung. Propyläen, Berlin 2011, ISBN 978-3-549-07409-1.
- Helmut Schmidt, Peer Steinbrück: Zug um Zug. Hoffmann & Campe, Hamburg 2011, ISBN 978-3-455-50197-1.
- Helmut Schmidt, Giovanni di Lorenzo: Verstehen Sie das, Herr Schmidt? 5. Auflage, Kiepenheuer & Witsch, Köln 2012, ISBN 978-3-462-04486-7. (Zusammenstellung von Interviews des Die-Zeit-Chefredakteurs mit Schmidt, die in der Kolumne „Verstehen Sie das, Herr Schmidt?“ erschienen sind)
- Ein letzter Besuch – Begegnungen mit der Weltmacht China. Gespräch mit Lee Kuan Yew, Siedler, München 2013, ISBN 978-3-8275-0034-2; als Hörbuch: der Hörverlag, München 2013, ISBN 978-3-8445-1147-5.
- Mein Europa. Reden und Aufsätze. Mit einem Gespräch zwischen Helmut Schmidt und Joschka Fischer. Hoffmann und Campe, Hamburg 2013, ISBN 978-3-455-50315-9.
- Rede anläßlich der Verleihung des Hanns Martin Schleyer-Preises an HS am Freitag, dem 26. April 2013 in Stuttgart. „Gewissensentscheidung im Konflikt“.
- Was ich noch sagen wollte. Beck, München 2015, ISBN 978-3-406-67612-3.; als Hörbuch: Der Audio Verlag, München 2015, ISBN 978-3-86231-502-4.
- Dann wäre ich Hafendirektor geworden: Hamburger Ansichten. Mit einem Gespräch zwischen Helmut Schmidt und Olaf Scholz. Hoffmann und Campe, Hamburg 2015, ISBN 978-3-455-50351-7.

## Film- und Fernsehauftritte
- 1997: Todesspiel. TV-Doku-Drama, Deutschland 1997, 177 Min., Buch und Regie: Heinrich Breloer, Produktion: WDR, mit Interview von Schmidt und seiner filmischen Darstellung
- 2005: Die Nacht der großen Flut. TV-Doku-Drama, Deutschland 2005, 90 Min., Buch und Regie: Raymond Ley, Produktion: Cinecentrum, Erstsendung: 28. Oktober 2005, TV-Dokudrama zur Sturmflut von 1962 in Hamburg. (Filmausschnitte). In: Zeit Online. 9. Mai 2007, archiviert vom Original (nicht mehr online verfügbar) am 12. März 2016.
- 2005: Helmut Schmidt – Mein Leben. Dokumentation, Deutschland, 43 Min., Regie: Felix Schmidt, Produktion: macroscope, ZDF, Inhaltsangabe von arte
- 2006: Helmut Schmidt im Gespräch mit Reinhold Beckmann. Erstsendung: 25. September 2006, Inhaltsangabe (Memento vom 12. April 2009 im Internet Archive) der ARD, mit Video (ca. 70 Min.)
- 2007: Helmut Schmidt außer Dienst. Fernsehfeature, 90 Min., 2001–2006, ein Film von Sandra Maischberger und Jan Kerhart, Produktion: NDR, Erstsendung: 4. Juli 2007, ausgezeichnet mit der Goldenen Kamera 2008 in der Kategorie „Beste Information“, als YouTube-Video in 9 Teilen: Teil 1, 2, 3, 4, 5, 6, 7, 8, 9, auch als Die-Zeit-Dokumentation
- 2008: Helmut Schmidt im Gespräch mit Sandra Maischberger, („Menschen bei Maischberger“, 75 Min.)vom 20. Mai 2008, Video (Memento vom 2. Dezember 2008 im Internet Archive) der ARD
- 2008: Buchvorstellung „Außer Dienst“ – Helmut Schmidt im Gespräch mit Claus Kleber, Erstsendung: 21. September 2008, 13 Uhr (Phoenix) Video in der PHOENIX Bibliothek
- 2008: Helmut Schmidt im Gespräch mit Reinhold Beckmann. Erstsendung: 22. September 2008, Inhaltsangabe (Memento vom 5. März 2009 im Internet Archive) der ARD (ca. 72 Min.)
- 2008: Mogadischu. TV-Drama über die Entführung der Lufthansa-Maschine Landshut, Deutschland 2008, 108 Minuten, Regie: Roland Suso Richter
- 2008: Helmut Schmidt – Der deutsche Kanzler. Dokumentation, ZDF vom 16. Dezember 2008, 20:15–21:15, Dauer 58 Minuten.
- 2008: Schmidt (Bergedorf) – Eigenschaften. Biografie, Die Zeit, vom 11. Dezember 2008, DVD, Dauer 9 Minuten.
- 2008: Helmut Schmidt – Mein Jahrhundert. Ein Film von Reinhold Beckmann und Christoph Weinert, ARD (60 Min.) vom 23. Dezember 2008
- 2009: Zur Lage der Nation. Helmut Schmidt im Gespräch mit Sigmund Gottlieb, BR („Münchner Runde“, 45 Min.) vom 3. Februar 2009
- 2009: Wir Schmidts. Helmut und Loki Schmidt im Gespräch mit Giovanni di Lorenzo, Erstsendung: 25. Februar 2009, (ARD), Inhaltsangabe der ARD
- 2009: Erfahrungen und Einsichten. Helmut Schmidt im Gespräch mit Markus Spillmann und Marco Färber, NZZ online (53 Min.) vom 6. Dezember 2009 (Helmut Schmidt – Erfahrungen und Einsichten – Video)
- 2010: Helmut Schmidt und Fritz Stern im Gespräch mit Reinhold Beckmann, ARD (75 Min.), 22. Februar 2010
- 2010: Was meinen Sie, Helmut Schmidt? im Gespräch mit Sigmund Gottlieb, BR („Münchner Runde“, 45 Min.) vom 2. März 2010
- 2010: Mehr Verantwortung! Helmut Schmidt im Gespräch mit Christhard Läpple, ZDF, aspekte, 26. Juni 2010
- 2010: Helmut Schmidt im Gespräch mit Sandra Maischberger, ARD („Maischberger“, 75 Min.) vom 14. Dezember 2010
- 2011: Helmut Schmidt und Peter Scholl-Latour im Gespräch mit Reinhold Beckmann, ARD (75 Min.) vom 2. Mai 2011
- 2011: Helmut Schmidt und Peer Steinbrück im Gespräch mit Günther Jauch, ARD (60 Min.) vom 23. Oktober 2011
- 2011: Helmut Schmidt – Sein Jahrhundert, sein Leben; Studio Hamburg / NDRfernsehen / Die-Zeit-Dokumentation; DVD-Zusammenstellung mit fünf DVDs: 1. Im Gespräch – Das politische Studio – Ein Porträt des Bundeskanzlers, 2. Ein Mann und seine Stadt, 3. Ein Mann namens Schmidt, 4. Helmut Schmidt – Mein Jahrhundert, 5. Staatsmann und Hanseat.
- 2012: Helmut Schmidt im Gespräch mit Sandra Maischberger, ARD (75 Min.) vom 7. August 2012.
- 2012: Warum noch an Europa glauben? – Bundespräsident Joachim Gauck und Alt-Kanzler Helmut Schmidt bei Maybrit Illner, ZDF (60 Min.) vom 27. September 2012.
- 2012: Helmut Schmidt im Gespräch mit Wolfgang Schäuble, Phoenix (Wirtschaftsforum des Zeitverlages, 44 Min.) vom 10. November 2012
- 2012: Helmut Schmidt im Gespräch mit Siegmund Gottlieb, BR („Münchner Runde“, 45 Min.) vom 20. November 2012.
- 2013: Helmut Schmidt und Yu-chien Kuan im Gespräch mit Reinhold Beckmann, ARD (75 Min.) vom 2. Mai 2013
- 2013: Helmut Schmidt – Lebensfragen, ARD (88 Min.) vom 23. Dezember 2013.
- 2015: Helmut Schmidt im Gespräch mit Sandra Maischberger, ARD (75 Min.) vom 28. April 2015.
- 2018: Mensch Helmut – der Mythos Helmut Schmidt, NDR, 20. Dezember 2018.[124]